# Championnats d'Italie de cyclisme sur piste
Les championnats d'Italie de cyclisme sur piste sont les championnats nationaux de cyclisme sur piste de l'Italie, organisés par la Fédération cycliste italienne.

## Palmarès

### Hommes

#### Kilomètre
| Année   | Vainqueur            | Deuxième             | Troisième             |
| ------- | -------------------- | -------------------- | --------------------- |
| 1949    | Enzo Sacchi          |                      |                       |
| 1950    | Marino Morettini     |                      |                       |
| 1951    | Marino Morettini     |                      |                       |
| 1952    | Marino Morettini     | Giuseppe Ogna        | Mario Giorgietti      |
| 1953    | Marino Morettini     | Giuseppe Ogna        | Billi                 |
| 1954    | Leandro Faggin       |                      |                       |
| 1955    | Valentino Gasparella | Giuseppe Chiesa      | Luigi Brioschi        |
| 1956    | Valentino Gasparella | Celestino Oriani     |                       |
| 1957    | Valentino Gasparella | Franco Gandini       | Guglielmo Pesenti     |
| 1958    | Giuseppe Beghetto    |                      |                       |
| 1959    | Mario Vallotto       | Sante Gaiardoni      | Valentino Gasparella  |
| 1960    |                      |                      |                       |
| 1961    |                      |                      |                       |
| 1962    | Giuseppe Beghetto    |                      |                       |
| 1963    | Sergio Bianchetto    |                      |                       |
| 1964    |                      |                      |                       |
| 1965    |                      |                      |                       |
| 1966    | Walter Gorini        |                      |                       |
| 1967    | Gianni Sartori       |                      |                       |
| 1968    | Walter Gorini        | Gianni Sartori       |                       |
| 1969    | Walter Gorini        | Gianni Sartori       |                       |
| 1970    | Gianni Sartori       |                      |                       |
| 1971    | Gianni Sartori       |                      |                       |
| 1972    | Ezio Cardi           |                      |                       |
| 1973    | Ferruccio Ferro      |                      |                       |
| 1974    | Ferruccio Ferro      | Massimo Marino       | Gianni Fratarcangeli  |
| 1975    | Ferruccio Ferro      |                      |                       |
| 1976    | Massimo Marino       |                      |                       |
| 1977    | Giorgio Rossi        |                      |                       |
| 1978    | Leonardo Giorlando   |                      |                       |
| 1979    | Giorgio Rossi        | Ottavio Dazzan       |                       |
| 1980    | Leonardo Giorlando   |                      |                       |
| 1981    | Giorgio Rossi        |                      |                       |
| 1982    | Stefano Baudino      |                      |                       |
| 1983    | Stefano Baudino      |                      |                       |
| 1984    | Gabriele Sella       |                      |                       |
| 1985    | Luigi Dessì          |                      |                       |
| 1986    | Silvio Boarin        |                      |                       |
| 1987    | Silvio Boarin        |                      |                       |
| 1988    | Cristiano Gaiardo    |                      |                       |
| 1989    | Cristiano Gaiardo    |                      |                       |
| 1990    | Gianmarco Agostini   |                      |                       |
| 1991    | Marco Testa          |                      |                       |
| 1992    | Adler Capelli        |                      |                       |
| 1993    | Gianluca Capitano    |                      |                       |
| 1994    | Gianluca Capitano    |                      |                       |
| 1995    | Gianluca Capitano    |                      |                       |
| 1996    | Adler Capelli        | Venanzio De Panfilis | Mauro Trentini        |
| 1997    | Gianluca Capitano    | Mario Benetton       | Venanzio De Panfilis  |
| 1998    | Luca Stefanelli      | Venanzio De Panfilis | Gianluca Capitano     |
| 1999    | Mario Benetton       |                      |                       |
| 2000    | Mario Benetton       | Adler Capelli        | Domenico Mei          |
| 2001    | Domenico Mei         | Michele Da Ros       | Marco Brossa          |
| 2002    | Domenico Mei         |                      |                       |
| 2003    | Saveriano Sangion    | Marco Brossa         | Domenico Mei          |
| 2004    | Saveriano Sangion    | Ivan Ravaioli        | Alessandro Bernardini |
| 2005    | Saveriano Sangion    | Marco Brossa         | Alessandro Bernardini |
| 2006    | Marco Brossa         | Saveriano Sangion    | Enrico Peruffo        |
| 2007    | Marco Brossa         | Saveriano Sangion    | Alessandro Bernardini |
| 2008    | Luca Ceci            | Andrea Guardini      | Matteo Pelucchi       |
| 2009    | Francesco Ceci       | Luca Ceci            | Alessandro Bernardini |
| 2010    | Francesco Ceci       | Luca Ceci            | Loris Paoli           |
| 2011    | Francesco Ceci       | Luca Ceci            | Elia Viviani          |
| 2012    | Francesco Ceci       | Luca Ceci            | Loris Paoli           |
| 2013    | Francesco Ceci       | Elia Viviani         | Marco Coledan         |
| 2014    | Francesco Ceci       | Davide Ceci          | Riccardo Minali       |
| 2015    | Francesco Ceci       | Luca Ceci            | Davide Ceci           |
| 2016    | Francesco Ceci       | Michele Scartezzini  | Dario Zampieri        |
| 2017-19 | non-disputé          | non-disputé          | non-disputé           |
| 2020    | Francesco Ceci       | Dario Zampieri       | Mattia Corrocher      |
| 2022    | Davide Boscaro       | Matteo Bianchi       | Daniel Skerl          |
| 2023    | Francesco Ceci       | Francesco Lamon      | Davide Boscaro        |

#### Keirin
| Année | Vainqueur          | Deuxième             | Troisième            |
| ----- | ------------------ | -------------------- | -------------------- |
| 1980  | Nazzareno Berto    | Giordano Turrini     | Giovanni Mantovani   |
| 1981  | Guido Bontempi     | Moreno Capponcelli   | Giordano Turrini     |
| 1982  | Ottavio Dazzan     | Moreno Capponcelli   | Paolo Rosola         |
| 1983  | Ottavio Dazzan     | Nazzareno Berto      | Moreno Capponcelli   |
| 1984  | Moreno Capponcelli | Ottavio Dazzan       | Silvano Riccò        |
| 1985  | Claudio Golinelli  |                      |                      |
| 1986  | Ottavio Dazzan     | Adriano Baffi        | Claudio Golinelli    |
| 1987  | Claudio Golinelli  |                      |                      |
| 1988  | Claudio Golinelli  |                      |                      |
| 1989  | Vincenzo Ceci      |                      |                      |
| 1990  | Claudio Golinelli  |                      |                      |
| 1991  | Claudio Golinelli  |                      |                      |
| 1992  |                    |                      |                      |
| 1993  | Federico Paris     |                      |                      |
| 1994  | Federico Paris     |                      |                      |
| 1995  | Federico Paris     | Roberto Chiappa      | Venanzio De Panfilis |
| 1996  | Federico Paris     | Venanzio De Panfilis | Maurizio Gava        |
| 1997  | Federico Paris     | Roberto Chiappa      | Gianluca Capitano    |
| 1998  | Roberto Chiappa    | Domenico Mei         | Gabriele Gentile     |
| 1999  | Roberto Chiappa    | Gianluca Capitano    | Domenico Mei         |
| 2000  | Roberto Chiappa    | Domenico Mei         | Michele Benetti      |
| 2001  | non-disputé        | non-disputé          | non-disputé          |
| 2002  | Roberto Chiappa    |                      |                      |
| 2003  | Roberto Chiappa    | Gabriele Gentile     | Domenico Mei         |
| 2004  | Roberto Chiappa    | Domenico Mei         | Enrico Rossi         |
| 2005  | Roberto Chiappa    | Domenico Mei         | Marco Brossa         |
| 2007  | Roberto Chiappa    | Marco Brossa         | Saveriano Sangion    |
| 2008  | Roberto Chiappa    | Andrea Guardini      | Luca Ceci            |
| 2009  | Roberto Chiappa    | Francesco Ceci       | Luca Ceci            |
| 2010  | Francesco Ceci     | Roberto Chiappa      | Luca Ceci            |
| 2011  | Francesco Ceci     | Luca Ceci            | Valerio Catellini    |
| 2012  | Luca Ceci          | Francesco Ceci       | Loris Paoli          |
| 2013  | Francesco Ceci     | Davide Ceci          | Luca Ceci            |
| 2014  | Francesco Ceci     | Andrea Guardini      | Davide Ceci          |
| 2015  | Francesco Ceci     | Davide Ceci          | Luca Ceci            |
| 2016  | Francesco Ceci     | Luca Ceci            | Davide Ceci          |
| 2017  | Dario Zampieri     | Francesco Ceci       | Luca Ceci            |
| 2018  | Francesco Ceci     | Luca Ceci            | Dario Zampieri       |
| 2019  | Francesco Ceci     | Matteo Bianchi       | Davide Finatti       |
| 2020  | Francesco Ceci     | Dario Zampieri       | Mattia Corrocher     |
| 2021  | Davide Boscaro     | Francesco Ceci       | Matteo Rosalen       |
| 2022  | Stefano Moro       | Matteo Bianchi       | Daniele Napolitano   |
| 2023  | Stefano Minuta     | Daniele Napolitano   | Stefano Moro         |

#### Vitesse
Professionnels
| Année | Vainqueur                 | Deuxième                   | Troisième           |
| ----- | ------------------------- | -------------------------- | ------------------- |
| 1884  | Giuseppe Loretz           | Adolfo Pietro Mazza        | Emanuele Tortarolo  |
| 1891  | Ambrogio Robecchi         | Luigi Cantu                |                     |
| 1893  | Adolfo Ruscelli           | Romolo Buni                | Giuseppe Genta      |
| 1894  | Narciso Pasta             | Carlo Dani                 | Edoardo Dunn        |
| 1895  | Pietro Bixio              | Giuseppe Nuvolari          | Narciso Pasta       |
| 1896  | Luigi Pontecchi           | Ettore Pasini              | Vincenzo Lanfranchi |
| 1897  | Gian Ferdinando Tomaselli | Ettore Pasini              | Diego Conelli       |
| 1899  | Gian Ferdinando Tomaselli | Federico Momo              |                     |
| 1900  | Luigi Giuseppe Singrossi  |                            |                     |
| 1901  | Umberto Ferrari           |                            |                     |
| 1902  | Antonio Restelli          |                            |                     |
| 1903  | Pietro Bixio              |                            |                     |
| 1904  | Pietro Bixio              |                            |                     |
| 1905  | Angelo Gardellin          | Umberto Ferrari            | Agostino Granaglia  |
| 1906  | Francesco Verri           |                            |                     |
| 1907  | Francesco Verri           |                            |                     |
| 1908  | Francesco Verri           |                            |                     |
| 1909  | Francesco Verri           |                            |                     |
| 1910  | Francesco Verri           |                            |                     |
| 1911  | Francesco Verri           | Walter Gugliermo Morisetti |                     |
| 1912  | Amedeo Polledri           | Francesco Verri            | Cesare Moretti      |
| 1913  | Angelo Gardellin          |                            |                     |
| 1914  | Amedeo Polledri           |                            |                     |
| 1919  | Orlando Piani             | Palmiro Mori               |                     |
| 1920  | Francesco Verri           |                            |                     |
| 1921  | Francesco Verri           |                            |                     |
| 1922  | Cesare Moretti            | Palmiro Mori               |                     |
| 1923  | Cesare Moretti            | Armido Rizzetto            |                     |
| 1924  | Cesare Moretti            | Palmiro Mori               |                     |
| 1925  | Cesare Moretti            | Palmiro Mori               | Pietro Linari       |
| 1926  | Cesare Moretti            | Palmiro Mori               |                     |
| 1927  | Cesare Moretti            | Gugliermo Bossi            |                     |
| 1928  | Mario Bergamini           | Pietro Linari              |                     |
| 1929  | Pietro Linari             |                            |                     |
| 1930  | Mario Bergamini           | Gugliermo Bossi            |                     |
| 1931  | Avanti Martinetti         | Orlando Piani              | Francesco Malatesta |
| 1932  | Avanti Martinetti         | Francesco Malatesta        | Edoardo Severgnini  |
| 1933  | Avanti Martinetti         | Mario Bergamini            | Francesco Malatesta |
| 1934  | Bruno Pellizzari          | Pietro Linari              |                     |
| 1935  | Bruno Pellizzari          | Mario Bergamini            |                     |
| 1936  | Avanti Martinetti         | Pietro Linari              |                     |
| 1937  | Avanti Martinetti         |                            |                     |
| 1938  | Benedetto Pola            | Severino Rigoni            |                     |
| 1939  | Bruno Loatti              |                            |                     |
| 1940  | Primo Bergomi             | Severino Rigoni            |                     |
| 1941  | Italo Astolfi             | Benedetto Pola             |                     |
| 1942  | Italo Astolfi             | Benedetto Pola             |                     |
| 1943  | Primo Bergomi             | Severino Rigoni            |                     |
| 1945  | Primo Bergomi             | Benedetto Pola             | Severino Rigoni     |
| 1946  | Italo Astolfi             | Primo Bergomi              | Benedetto Pola      |
| 1947  | Italo Astolfi             | Primo Bergomi              |                     |
| 1948  | Italo Astolfi             | Primo Bergomi              |                     |
| 1949  | Italo Astolfi             | Fernando Terruzzi          |                     |
| 1950  | Italo Astolfi             |                            |                     |
| 1951  | Mario Ghella              | Primo Bergomi              |                     |
| 1952  | Antonio Maspes            | Primo Bergomi              |                     |
| 1953  | Antonio Maspes            |                            |                     |
| 1954  | Antonio Maspes            |                            |                     |
| 1955  | Enzo Sacchi               |                            |                     |
| 1956  | Antonio Maspes            |                            |                     |
| 1957  | Antonio Maspes            |                            |                     |
| 1958  | Giuseppe Ogna             | Antonio Maspes             |                     |
| 1959  | Antonio Maspes            |                            |                     |
| 1960  | Antonio Maspes            |                            |                     |
| 1961  | Antonio Maspes            |                            |                     |
| 1962  | Antonio Maspes            |                            |                     |
| 1963  | Antonio Maspes            | Sante Gaiardoni            | Giuseppe Beghetto   |
| 1964  | Sante Gaiardoni           | Antonio Maspes             | Giuseppe Beghetto   |
| 1965  | Antonio Maspes            |                            |                     |
| 1966  | Sergio Bianchetto         | Giuseppe Beghetto          | Angelo Damiano      |
| 1967  | Giuseppe Beghetto         |                            |                     |
| 1968  | Giuseppe Beghetto         | Giovanni Pettenella        | Antonio Maspes      |
| 1969  | Giuseppe Beghetto         | Angelo Damiano             | Sante Gaiardoni     |
| 1970  | Giordano Turrini          | Sante Gaiardoni            | Angelo Damiano      |
| 1971  | Giordano Turrini          | Giuseppe Beghetto          | Luigi Borghetti     |
| 1972  | Giordano Turrini          | Luigi Borghetti            | Giuseppe Beghetto   |
| 1973  | Ezio Cardi                | Giordano Turrini           | Luigi Borghetti     |
| 1974  | Giordano Turrini          | Ezio Cardi                 | Luigi Borghetti     |
| 1975  | Giordano Turrini          | Ezio Cardi                 | Luigi Borghetti     |
| 1976  | Ezio Cardi                | Giordano Turrini           | Luigi Borghetti     |
| 1977  | Ezio Cardi                | Giordano Turrini           | Dino Verzini        |
| 1978  | Giordano Turrini          | Stefano Notari             | Giorgio Nalesso     |
| 1979  | Giordano Turrini          | Stefano Notari             | Paolo Rosola        |
| 1980  | Giordano Turrini          | Moreno Capponcelli         | Nazzareno Berto     |
| 1981  | Moreno Capponcelli        | Guido Bontempi             | Mario Pavirani      |
| 1982  | Ottavio Dazzan            | Moreno Capponcelli         | Bodei               |
| 1983  | Ottavio Dazzan            | Moreno Capponcelli         | Nazzareno Berto     |
| 1984  | Ottavio Dazzan            | Moreno Capponcelli         | Paolo Rosola        |
| 1985  | Ottavio Dazzan            |                            |                     |
| 1986  | Claudio Golinelli         |                            |                     |
| 1987  | Ottavio Dazzan            |                            |                     |
| 1988  | Claudio Golinelli         |                            |                     |
| 1989  | Claudio Golinelli         |                            |                     |
| 1990  | Claudio Golinelli         |                            |                     |
| 1991  | Claudio Golinelli         |                            |                     |
| 1993  | Roberto Chiappa           |                            |                     |
| 2003  | Roberto Chiappa           | Domenico Mei               | Gabriele Gentile    |
| 2004  | Roberto Chiappa           | Gabriele Gentile           | Domenico Mei        |
| 2005  | Roberto Chiappa           | Domenico Mei               | Marco Brossa        |
| 2006  | Roberto Chiappa           | Marco Brossa               | Gabriele Gentile    |
| 2007  | Roberto Chiappa           | Marco Brossa               | Luca Lupo           |
| 2008  | Roberto Chiappa           | Andrea Guardini            | Luca Ceci           |
| 2009  | Roberto Chiappa           | Luca Ceci                  | Francesco Ceci      |
| 2010  | Roberto Chiappa           | Francesco Ceci             | Luca Ceci           |
| 2011  | Luca Ceci                 | Francesco Ceci             | Valerio Catellini   |
| 2012  | Luca Ceci                 | Francesco Ceci             | Davide Ceci         |
| 2013  | Francesco Ceci            | Luca Ceci                  | Giacomo Del Rosario |
| 2014  | Davide Ceci               | Francesco Ceci             | Luca Ceci           |
| 2015  | Francesco Ceci            | Luca Ceci                  | Davide Ceci         |
| 2016  | Luca Ceci                 | Davide Ceci                | Francesco Ceci      |
| 2017  | Luca Ceci                 | Davide Ceci                | Dario Zampieri      |
| 2018  | Francesco Ceci            | Luca Ceci                  | Dario Zampieri      |
| 2019  | Francesco Ceci            | Matteo Bianchi             | Davide Boscaro      |
| 2020  | Francesco Ceci            | Dario Zampieri             | Paolo Totò          |
| 2021  | Francesco Ceci            | Matteo Bianchi             | Alessandro Tovo     |
| 2022  | Daniele Napolitano        | Matteo Bianchi             | Dario Zampieri      |

Amateurs
| Année   | Vainqueur              | Deuxième                      | Troisième                       |
| ------- | ---------------------- | ----------------------------- | ------------------------------- |
| 1895    | Gilmore                | Luigi Colombo                 | Alloisio                        |
| 1896    | Umberto Ferrari        | Federico Momo                 | Gallerani                       |
| 1897    | Virginio Minozzi       | Ramella                       | De Rossi                        |
| 1898    | non-disputé            | non-disputé                   | non-disputé                     |
| 1899    | Antonio Restelli       | Luigi Colombo                 | Giovanni Battista Ghirardelli   |
| 1900    | Antonio Restelli       | Giovanni Battista Ghirardelli | Enrico Brusoni                  |
| 1901    | Enrico Brusoni         | Emiliani                      | Gardenghi                       |
| 1902    | Cesare Brambilla       | Mazzi                         | Cavedini                        |
| 1903    | Agostino Granaglia     | Carlo Messori                 | Diana                           |
| 1904    | Ernesto Ferrari        | Nogher                        | Garanzini                       |
| 1905    | Francesco Verri        | Federico Della Ferrera        | Ernesto Ferrari                 |
| 1906    | Giuseppe Ranieri       | Federico Della Ferrera        | Ernesto Ferrari                 |
| 1907    | Federico Della Ferrera | Agostino Granaglia            | Carlo Durando                   |
| 1908    | Cesare Zanzottera      | Carlo Durando                 | Stoppani                        |
| 1909    | Guglielmo Morisetti    | Adriani                       | Alessio Stefani                 |
| 1910    | Guglielmo Morisetti    | Palmiro Mori                  | Edoardo Fiorio                  |
| 1911    | Angelo Feroci          | Edoardo Fiorio                | Milani                          |
| 1912    | Luigi Sesso            | Piralla                       | Edoardo Fiorio                  |
| 1913    | Luigi Sesso            | Dedalo                        | Betti                           |
| 1914    | Plinio Carteri         | Piralla                       | Benzoni                         |
| 1915-18 | non-disputé            | non-disputé                   | non-disputé                     |
| 1919    | Armido Rizzetto        | Astorri                       | Mergiani                        |
| 1920    | Armido Rizzetto        | Cavallotti                    | Franco Giorgetti                |
| 1921    | Primo Guasco           | Mori                          | Galli                           |
| 1922    | Francesco Del Grosso   | Primo Guasco                  | Sembeni                         |
| 1923    | Francesco Del Grosso   | Schierano                     | Primo Guasco                    |
| 1924    | Angelo De Martini      | Francesco Del Grosso          | Guglielmo Bossi                 |
| 1925    | Amedeo Boiocchi        | Luigi Tasselli                | Alfonso Zucchetti               |
| 1926    | Alfonso Zucchetti      | Amedeo Boiocchi               | Avanti Martinetti               |
| 1927    | Edoardo Severgnini     | Amedeo Boiocchi               | Luigi Tasselli                  |
| 1928    | Edoardo Severgnini     | Adolfo Corsi                  | Lanzi                           |
| 1929    | Francesco Malatesta    | Bruno Pellizzari              | Mario Lazzaretti                |
| 1930    | Francesco Malatesta    | Nino Mozzo                    | Novaretti                       |
| 1931    | Bruno Pellizzari       | Nino Mozzo                    | Aldo Bacchetti                  |
| 1932    | Bruno Pellizzari       | Nino Mozzo                    | Benedetto Pola                  |
| 1933    | Benedetto Pola         | Marco Cimatti                 | Mario Rosi                      |
| 1934    | Benedetto Pola         | Severino Rigoni               | Nino Mozzo                      |
| 1935    | Severino Rigoni        | Benedetto Pola                | Bruno Loatti                    |
| 1936    | Benedetto Pola         | Bruno Loatti                  | Fiorenzo Furini                 |
| 1937    | Benedetto Pola         | Bruno Loatti                  | Italo Astolfi                   |
| 1938    | Bruno Loatti           | Italo Astolfi                 | Primo Bergomi                   |
| 1939    | Primo Bergomi          | Italo Astolfi                 | Gustavo Guglielmetti            |
| 1940    | Lorenzo Nervi          | Gustavo Guglielmetti          | Attilio Musocchi                |
| 1941    | Lorenzo Nervi          | Vittorio Scrivanti            | Enrico Galassi                  |
| 1942<   | Renato Morandi         | Donizetti                     | Gianni                          |
| 1943    | Sergio Degli Innocenti | Ferdinando Terruzzi           | Gianni                          |
| 1944    | non-disputé            | non-disputé                   | non-disputé                     |
| 1945    | Sergio Degli Innocenti | Ferdinando Terruzzi           | Alfredo Pasquetti               |
| 1946    | Angelo Politi          | Alfonso Torchia               | Ferdinando Terruzzi             |
| 1947    | Mario Ghella           | Giovanni Otello Pozzi         | Ferdinando Terruzzi             |
| 1948    | Mario Ghella           | Giovanni Otello Pozzi         | Ferdinando Terruzzi Gino Guerra |
| 1949    | Antonio Maspes         | Enzo Sacchi                   | Giovanni Otello Pozzi           |
| 1950    | Enzo Sacchi            | Antonio Maspes                | Ilvo Pugi                       |
| 1951    | Enzo Sacchi            | Marino Morettini              | Antonio Maspes                  |
| 1952    | Enzo Sacchi            | Cesare Pinarello              | Marino Morettini                |
| 1953    | Cesare Pinarello       | Marino Morettini              | Celestino Oriani                |
| 1954    | Giuseppe Ogna          | Cesare Pinarello              |                                 |
| 1955    | Cesare Pinarello       | Giuseppe Ogna                 |                                 |
| 1956    | Guglielmo Pesenti      | Giuseppe Ogna                 |                                 |
| 1957    | Guglielmo Pesenti      | Valentino Gasparella          |                                 |
| 1958    | Valentino Gasparella   | Sante Lombardi                | Sergio Bianchetto               |
| 1959    | Valentino Gasparella   | Giuseppe Beghetto             | Sergio Bianchetto               |
| 1960    | Valentino Gasparella   | Giuseppe Beghetto             |                                 |
| 1961    | Giuseppe Beghetto      |                               |                                 |
| 1962    | Giovanni Pettenella    | Sergio Bianchetto             |                                 |
| 1963    | Sergio Bianchetto      | Angelo Damiano                |                                 |
| 1964    | Angelo Damiano         | Dino Verzini                  | Giovanni Pettenella             |
| 1965    | Giordano Turrini       |                               |                                 |
| 1966    | Dino Verzini           |                               |                                 |
| 1967    | Giordano Turrini       | Luigi Borghetti               |                                 |
| 1968    | Dino Verzini           | Giordano Turrini              | Luigi Borghetti                 |
| 1969    | Angelo Bruno           | Luigi Borghetti               |                                 |
| 1970    | Ezio Cardi             | Giorgio Rossi                 | Dino Verzini                    |
| 1971    | Ezio Cardi             | Dino Verzini                  |                                 |
| 1972    | Massimo Marino         | Dino Verzini                  | Giorgio Rossi                   |
| 1973    | Giorgio Rossi          |                               |                                 |
| 1974    | Giorgio Rossi          | Massimo Marino                |                                 |
| 1975    | Giorgio Rossi          |                               |                                 |
| 1976    | Giorgio Rossi          | Massimo Marino                | Floriano Finamore               |
| 1977    | Giorgio Rossi          | Floriano Finamore             |                                 |
| 1978    | Giorgio Rossi          |                               |                                 |
| 1979    | Giorgio Rossi          |                               |                                 |
| 1980    | Giorgio Rossi          |                               |                                 |
| 1981    | Giorgio Rossi          |                               |                                 |
| 1982    | Giorgio Rossi          |                               |                                 |
| 1983    | Giorgio Rossi          |                               |                                 |
| 1984    | Vincenzo Ceci          |                               |                                 |
| 1985    | Gabriele Sella         |                               |                                 |
| 1986    | Andrea Faccini         |                               |                                 |
| 1987    | Andrea Faccini         |                               |                                 |
| 1988    | Andrea Faccini         |                               |                                 |
| 1989    | Renzo Sarti            |                               |                                 |
| 1990    | Gianluca Capitano      |                               |                                 |
| 1991    | Gianluca Capitano      |                               |                                 |
| 1992    | Roberto Chiappa        | Diego Cambareri               |                                 |

#### Vitesse par équipes
| Année     | Vainqueur                                                              | Deuxième                                                             | Troisième                                                                       |
| --------- | ---------------------------------------------------------------------- | -------------------------------------------------------------------- | ------------------------------------------------------------------------------- |
| 1995      | Mixte Gianluca Capitano Venanzio De Panfilis Gabriele Gentile          |                                                                      |                                                                                 |
| 1996      | Mixte Gianmarco Agostini Paolo Botti Adler Capelli                     |                                                                      |                                                                                 |
| 1997      | Mixte Mario Benetton Roberto Chiappa Federico Paris                    | Abruzzes Gianluca Capitano Venanzio De Panfilis Gabriele Gentile     |                                                                                 |
| 1998      | Mixte Mario Benetton Roberto Chiappa Cristiano Citton                  |                                                                      |                                                                                 |
| 1999      | Mixte Mario Benetton Roberto Chiappa Michele Da Ros                    | Mixte Venanzio De Panfilis Gabriele Gentile Domenico Mei             |                                                                                 |
| 2000      | Mixte Michele Benetti Michele Da Ros Domenico Mei                      | Mixte Marco Brossa Andrea Garavelli Sauro Bembo                      |                                                                                 |
| 2001      | non-disputé                                                            | non-disputé                                                          | non-disputé                                                                     |
| 2002,     | Fiamme Azzurre Gabriele Gentile Greg MacFarlane Domenico Mei           | Mixte Sauro Bembo Marco Brossa Roberto Chiappa                       |                                                                                 |
| 2003      | Mixte Gabriele Gentile Domenico Mei Saveriano Sangion                  | Veneto Michele Calvaresi Martino Marcotto Danilo Napolitano          | Emilia-Romagna Loris Gobbi Alessandro Mazzolani Matteo Montaguti                |
| 2004      | Mixte Gabriele Gentile Domenico Mei Saveriano Sangion                  | -- Alessandro Bernardini Alberto Cuatolo Gianluca Geremia            | -- Alex Buttazzoni Diego Kanda Andrea Pinos                                     |
| 2005      | Mixte Marco Brossa Roberto Chiappa Morgan Tamiazzo                     |                                                                      |                                                                                 |
| 2006      | Mixte Marco Brossa Roberto Chiappa Saveriano Sangion                   | Mixte Alessandro Bernardini Martino Marcotto Danilo Napolitano       | Mixte Stefano Conti Fabio Pavani Simone Salet                                   |
| 2007      | Mixte Marco Brossa Roberto Chiappa Ivan Quaranta                       | Veneto A Alessandro Bernardini Matteo Busato Martino Marcotto        | Veneto B Gianpolo Biolo Alessandro Cantone Francesco Kanda                      |
| 2008      | Mixte Francesco Ceci Luca Ceci Roberto Chiappa Giuseppe Stefano Fiorin | Mixte Alessandro Bernardini Gianpolo Biolo Andrea Guardini           | Mixte Fabio Chinello Filippo Dal Pozzolo Filippo Fortin                         |
| 2009      | Mixte Francesco Ceci Luca Ceci Andrea Guardini                         | Mixte Gianpolo Biolo Roberto Chiappa Andrea Prati                    | Mixte Filippo Dal Pozzolo Alex Marchesini Stefano Melegaro                      |
| 2010      | Mixte Roberto Chiappa Loris Paoli Andrea Prati                         | Marche Valerio Catellini Francesco Ceci Luca Ceci                    | Veneto Ivan Balykin Alessandro Bernardini Omar Bertazzo                         |
| 2011      | Team Ceci Dreambike Valerio Catellini Francesco Ceci Luca Ceci         | G.S. Cicli Maggioni Cristian Bettinelli Andrea Prati Erik Tomarelli  | U.S. Fausto Coppi Ivan Balykin Maurizio Damiano Nicolò Rocchi                   |
| 2012      | Mixte Luca Ceci Loris Paoli Lorenzo Vischia                            | Team Ceci Dreambike Davide Ceci Francesco Ceci Giacomo Del Rosario   | S.C. Pedale Agratese Tommaso Barbieri Andrea Prati Erik Tomarelli               |
| 2013      | Mixte Paolo Marti Luca Ceci Giacomo Del Rosario                        | Mixte Elia Viviani Paolo Simion Marco Coledan                        | Mixte Andrea Prati Erik Tomarelli Jakub Mareczko                                |
| 2014      | Mixte Davide Ceci Francesco Ceci Giacomo Del Rosario                   | Mixte Simone Consonni Andrea Guardini Jakub Mareczko Riccardo Minali | Team Pala Fenice ASD Francesco Castegnaro Piergiacomo Marcolina Michael Zanetti |
| 2015      | Luca Virdis Davide Ceci Luca Ceci Dario Zampieri                       | Luca Ceci Paolo Marti Matteo Malucelli                               | Giacomo Del Rosario Matteo Del Rosario Cristian Berardi                         |
| 2015      | Mixte Davide Ceci Francesco Ceci Luca Virdis Dario Zampieri            | Mixte Luca Ceci Matteo Malucelli Paolo Marti                         | ARAN Cucine Giacomo Del Rosario Matteo Del Rosario Cristian Berardi             |
| 2016      | Dario Zampieri Davide Ceci Francesco Ceci                              | Luka Pajalunga Giacomo Del Rosario Matteo Del Rosario                | Cristian Berardi Mattia Viel Francesco Toffoli Davide Plebani                   |
| 2017-2020 | non-disputé                                                            | non-disputé                                                          | non-disputé                                                                     |
| 2022      | Mixte Matteo Bianchi Davide Napolitano Matteo Tugnolo                  | GS Fiamme Azzurre Davide Boscaro Francesco Lamon Stefano Moro        | Mixte Mattia Viel Mattia Corrocher Davide Plebani                               |
| 2023      | GS Fiamme Azzurre Davide Boscaro Francesco Lamon Stefano Moro          | Mixte Matteo Bianchi Davide Napolitano Stefano Minuta                | Mixte Bryan Olivo Daniel Skerl Michael Cattani                                  |

#### Poursuite individuelle
Professionnels
| Année   | Vainqueur            | Deuxième                | Troisième                      |
| ------- | -------------------- | ----------------------- | ------------------------------ |
| 1939    | Olimpio Bizzi        | Fabio Battesini         | Carmine Saponetti Cino Cinelli |
| 1940    | Fausto Coppi         | Olimpio Bizzi           | Adolfo Leoni                   |
| 1941    | Fausto Coppi         | Carmine Saponetti       | Cino Cinelli                   |
| 1942<   | Fausto Coppi         | Cino Cinelli            | Pierino Favalli                |
| 1943    | Antonio Bevilacqua   | Fiorenzo Magni          | Cino Cinelli                   |
| 1944    | non-disputé          | non-disputé             | non-disputé                    |
| 1945    | Vito Ortelli         | Adolfo Leoni            | Fausto Coppi                   |
| 1946    | Vito Ortelli         | Fausto Coppi            | Olimpio Bizzi                  |
| 1947    | Fausto Coppi         | Vito Ortelli            | Fiorenzo Magni                 |
| 1948    | Fausto Coppi         | Antonio Bevilacqua      | Vito Ortelli                   |
| 1949    | Antonio Bevilacqua   | Fausto Coppi            | Guido De Santi                 |
| 1950    | Antonio Bevilacqua   | Guido De Santi          | Bruno Pontisso                 |
| 1951    | Antonio Bevilacqua   | Bruno Pontisso          | Giorgio Albani                 |
| 1952    | Donato Piazza        | Antonio Bevilacqua      | Guido De Santi                 |
| 1953    | Donato Piazza        | Antonio Bevilacqua      | Giorgio Albani                 |
| 1954    | Guido Messina        | Antonio Bevilacqua      | Mino De Rossi                  |
| 1955    | Guido Messina        | Donato Piazza           | Mino De Rossi                  |
| 1956    | Guido Messina        | Donato Piazza           |                                |
| 1957    | Leandro Faggin       | Mino De Rossi           |                                |
| 1958    | Leandro Faggin       | Mino De Rossi           | Franco Gandini                 |
| 1959    | Leandro Faggin       | Mino De Rossi           | Franco Gandini                 |
| 1960    | Leandro Faggin       | Guido Messina           | Romeo Venturelli               |
| 1961    | Leandro Faggin       | Guido Messina           | Antonio Bailetti               |
| 1962    | Leandro Faggin       | Luigi Arienti           | Giacomo Fornoni                |
| 1963    | Leandro Faggin       | Francesco Costantino    | Alcide Cerato                  |
| 1964    | Leandro Faggin       | Luigi Arienti           | Francesco Costantino           |
| 1965    | Leandro Faggin       | Franco Testa            | Francesco Costantino           |
| 1966    | Leandro Faggin       | Vincenzo Mantovani      | Carlo Rancati                  |
| 1967    | Leandro Faggin       | Giacomo Fornoni         |                                |
| 1968    | Leandro Faggin       | Giacomo Fornoni         | Giampiero Macchi               |
| 1969    | Davide Boifava       | Lorenzo Bosisio         | Leandro Faggin                 |
| 1970    | Giuseppe Rosolen     | Lorenzo Bosisio         | Gianni Fusar Imperatore        |
| 1971    | Pietro Guerra        | Lorenzo Bosisio         | Gianni Fusar Imperatore        |
| 1972    | Pietro Guerra        | Gianni Fusar Imperatore | Romano Tumellero               |
| 1973    | Davide Boifava       | Giacomo Bazzan          | Sigfrido Fontanelli            |
| 1974    | Luciano Borgognoni   | Simone Fraccaro         | Giacomo Bazzan                 |
| 1975    | Pietro Algeri        | Luciano Borgognoni      | Bruno Zanoni                   |
| 1976    | Luciano Borgognoni   | Simone Fraccaro         | Bruno Zanoni                   |
| 1977    | Simone Fraccaro      | Osvaldo Bettoni         | Walter Polini                  |
| 1978    | Simone Fraccaro      | Luciano Borgognoni      | Osvaldo Bettoni                |
| 1979    | Roberto Visentini    | Simone Fraccaro         | Dante Morandi                  |
| 1980    | Francesco Moser      | Roberto Visentini       | Luciano Borgognoni             |
| 1981    | Francesco Moser      | Bruno Leali             | Orfeo Pizzoferrato             |
| 1982    | Maurizio Bidinost    | Pierangelo Bincoletto   | Ivano Maffei                   |
| 1983    | Maurizio Bidinost    | Raniero Gradi           | Roberto Bressan                |
| 1984    | Francesco Moser      | Silvestro Milani        | Maurizio Bidinost              |
| 1985    | Maurizio Bidinost    |                         |                                |
| 1986    | Maurizio Bidinost    | Silvestro Milani        |                                |
| 1987    | Francesco Moser      |                         |                                |
| 1988    | Renato Piccolo       |                         |                                |
| 1989    | Silvio Martinello    |                         |                                |
| 1990    | Francesco Rossignoli |                         |                                |
| 1991    | Marco Toffali        |                         |                                |
| 1992    |                      |                         |                                |
| 1993    | Gianni Patuelli      |                         |                                |
| 1994    | Gianni Patuelli      |                         |                                |
| 1995    | Andrea Collinelli    |                         |                                |
| 1996    | Andrea Collinelli    | Mauro Trentini          | Edoardo Ghioni                 |
| 1997    | Michele Canevarolo   | Edoardo Ghioni          | Moreno Pizzocri                |
| 1998    | Andrea Collinelli    | Michele Canevarolo      | Arnaldo Walder                 |
| 1999    | Andrea Collinelli    | Cristiano Citton        | Mario Benetton                 |
| 2000    | Mauro Trentini       | Andrea Collinelli       | Michele Canevarolo             |
| 2001    | Michele Canevarolo   | Andrea Collinelli       | Cristian Marini                |
| 2002    | Maicol Valgiusti     | Alessandro Mazzolani    |                                |
| 2003    | Alessandro Mazzolani | Stefano Marengo         | Claudio Masnata                |
| 2004    | Francesco Giuliani   | Alan Marangoni          | Stefano Marengo                |
| 2005    | Alan Marangoni       | Marco Pinotti           |                                |
| 2006    | Marco Pinotti        | Alan Marangoni          | Enrico Peruffo                 |
| 2007    | Giairo Ermeti        | Marco Pinotti           | Marco Coledan                  |
| 2008    | Marco Coledan        | Giairo Ermeti           | Davide Cimolai                 |
| 2009    | Marco Coledan        | Giairo Ermeti           | Davide Cimolai                 |
| 2010    | Alessandro De Marchi | Giairo Ermeti           | Marco Coledan                  |
| 2011    | Elia Viviani         | Alessandro De Marchi    | Gianluca Leonardi              |
| 2012    | Marco Coledan        | Alessandro De Marchi    | Davide Martinelli              |
| 2013    | Marco Coledan        | Elia Viviani            | Paolo Simion                   |
| 2014    | Marco Coledan        | Elia Viviani            | Liam Bertazzo                  |
| 2015    | Elia Viviani         | Filippo Ganna           | Michele Scartezzini            |
| 2016    | Michele Scartezzini  | Francesco Lamon         | Francesco Castegnaro           |
| 2017-19 | non-disputé          | non-disputé             | non-disputé                    |
| 2020    | Jonathan Milan       | Davide Plebani          | Stefano Moro                   |
| 2022    | Manlio Moro          | Elia Viviani            | Nicolò Galli                   |
| 2023    | Elia Viviani         | Bryan Olivo             | Nicolò Galli                   |

Amateurs
| Année | Vainqueur          | Deuxième             | Troisième           |
| ----- | ------------------ | -------------------- | ------------------- |
| 1946  | Bruno Pontisso     | Erminio Leoni        | Giuseppe Molinari   |
| 1947  | Arnaldo Benfenati  | Zucchelli            | Ferdinando Terruzzi |
| 1948  | Arnaldo Benfenati  |                      |                     |
| 1949  | Aldo Gandini       | Guido Messina        | Arnaldo Benfenati   |
| 1950  | Guido Messina      | Aldo Gandini         | Donato Piazza       |
| 1951  | Mino De Rossi      | Luigi Risso          | Nino Defilippis     |
| 1952  | Mino De Rossi      | Guido Messina        | Loris Campana       |
| 1953  | Guido Messina      | Loris Campana        | Luigi Risso         |
| 1954  | Leandro Faggin     | Loris Campana        | Silvio Faccini      |
| 1955  | Loris Campana      | Giuseppe Chiesa      | Addo Kazianka       |
| 1956  | Ercole Baldini     | Leandro Faggin       |                     |
| 1957  | Franco Gandini     | Carlo Simonigh       | Tonino Domenicali   |
| 1958  | Ernesto Bono       | Mario Vallotto       | Antonio Bailetti    |
| 1959  | Franco Testa       | Mario Vallotto       |                     |
| 1960  | Franco Testa       | Francesco Costantino |                     |
| 1961  | Franco Testa       |                      |                     |
| 1962  | Franco Testa       | Luigi Belloni        | Carlo Rancati       |
| 1963  | Carlo Rancati      | Pietro Scandelli     |                     |
| 1964  | Luigi Roncaglia    | Carlo Rancati        |                     |
| 1965  | Giorgio Ursi       |                      |                     |
| 1966  | Giorgio Ursi       |                      |                     |
| 1967  | Cipriano Chemello  | Gino Pancino         | Luigi Roncaglia     |
| 1968  | Lorenzo Bosisio    |                      |                     |
| 1969  | Giorgio Morbiato   | Enzo Brentegani      | Giacomo Bazzan      |
| 1970  | Giorgio Morbiato   | Giovanni Tonoli      | Giacomo Bazzan      |
| 1971  | Giacomo Bazzan     | Giovanni Tonoli      | Donato Masi         |
| 1972  | Giovanni Tonoli    |                      |                     |
| 1973  | Donato Masi        |                      |                     |
| 1974  | Orfeo Pizzoferrato | Donato Masi          |                     |
| 1975  | Orfeo Pizzoferrato | Donato Masi          |                     |
| 1976  | Orfeo Pizzoferrato | Sandro Callari       | Roberto Bonanzi     |
| 1977  | Marco Cattaneo     | Dino Porrini         |                     |
| 1978  | Orfeo Pizzoferrato |                      |                     |
| 1979  | Maurizio Bidinost  |                      |                     |
| 1980  | Claudio Pettinà    |                      |                     |
| 1981  | Maurizio Bidinost  |                      |                     |
| 1982  | Claudio Pettinà    |                      |                     |
| 1983  | Gianpaolo Grisandi |                      |                     |
| 1984  | Maurizio Colombo   |                      |                     |
| 1985  | Gianpaolo Grisandi |                      |                     |
| 1986  | Gianpaolo Grisandi |                      |                     |
| 1987  | Gianni Bortolazzo  |                      |                     |
| 1988  | Ivan Beltrami      |                      |                     |
| 1989  | Ivan Beltrami      |                      |                     |
| 1990  | Gianpaolo Grisandi |                      |                     |
| 1991  | Andrea Collinelli  |                      |                     |
| 1992  | Andrea Collinelli  |                      |                     |

#### Poursuite par équipes
| Année   | Vainqueur                                                                           | Deuxième                                                                                 | Troisième                                                                                 |
| ------- | ----------------------------------------------------------------------------------- | ---------------------------------------------------------------------------------------- | ----------------------------------------------------------------------------------------- |
| 1952    | Emilie-Romagne Leopoldo Alessi Mario Ancarani Silvio Faccini Marino Portini         | Piemont Giuseppe Cappagli Elio De Maria Guido Messina Luigi Risso                        | Toscane Benvenuti Ciulli Landi Gastone Nencini                                            |
| 1953    | Emilie-Romagne Rizzardo Brenioli Silvio Faccini Righi Zucconelli                    | Piemont                                                                                  | Lombardie                                                                                 |
| 1954    |                                                                                     |                                                                                          |                                                                                           |
| 1955    | Lombardie Loris Campana Addo Kazianka Armando Pellegrini Virginio Pizzali           | Emilie-Romagne Leopoldo Alessi Orioli Righi Zambonati                                    | Piemont Bertolazzo Pezzo Ponsin Salvay                                                    |
| 1956    | Lombardie Giuseppe Chiesa Tonino Domenicali Armando Pellegrini Virginio Pizzali     | Piemont Lusiani Giancarlo Martini Luigi Mele Carlo Simonigh                              | Emilie-Romagne                                                                            |
| 1957    | Piemont Bertolazzo Battista Milesi Pepe Carlo Simonigh                              | Emilie-Romagne Franco Gandini Placi Rocchi Zorri                                         | Lombardie Augusto Morselli Vittorio Poiano Luigi Sartori Marino Vigna                     |
| 1958    |                                                                                     |                                                                                          |                                                                                           |
| 1959    | Venetie Saverio Greco Franco Da Rosa Franco Testa Mario Vallotto                    | Latium Luigi Arienti Clementi Francesco Costantino Mario Marosi                          | Lombardie Luigi Belloni Mario Officio Carlo Rancati Marino Vigna                          |
| 1960-66 |                                                                                     |                                                                                          |                                                                                           |
| 1967    | Venetie A                                                                           | Lombardie                                                                                | Piemont                                                                                   |
| 1968    | Lombardie Lorenzo Bosisio William Riva Luigi Roncaglia Giovanni Tonoli              | Venetie Nereo Bazzan Ezio Cardi Giorgio Morbiato Selvino Poloni                          |                                                                                           |
| 1969    | Venetie Nereo Bazzan Giorgio Morbiato Gino Pancino Mario Savi Scarponi              | Lombardie                                                                                | Emilie-Romagne                                                                            |
| 1970    | Venetie Giacomo Bazzan Nereo Bazzan Giorgio Morbiato Mario Savi Scarponi            |                                                                                          |                                                                                           |
| 1971    | Lombardie Pietro Algeri Luciano Borgognoni Remo Sansonetti Salvatore Sansonetti     | Emilie-Romagne Giampaolo Flamini Mauro Landini Tavagliani Giovanni Tonoli                |                                                                                           |
| 1972    |                                                                                     |                                                                                          |                                                                                           |
| 1973    | Lombardie Osvaldo Bettoni Mario Boglia Mario Gualdi Bruno Zanoni                    |                                                                                          |                                                                                           |
| 1974    | Venetie Marino Bastianello Bressan Rino De Candido Giancarlo Penna                  |                                                                                          |                                                                                           |
| 1975    |                                                                                     |                                                                                          |                                                                                           |
| 1976    | Piemont                                                                             | Toscane                                                                                  | Venetie                                                                                   |
| 1977    |                                                                                     |                                                                                          |                                                                                           |
| 1978    |                                                                                     |                                                                                          |                                                                                           |
| 1979    | Venetie Moreno Argentin Maurizio Bidinost Pierangelo Bincoletto Raniero Gradi       |                                                                                          |                                                                                           |
| 1980-88 |                                                                                     |                                                                                          |                                                                                           |
| 1989    | Mixte Ivan Beltrami Claudio Camin Giovanni Lombardi Marco Villa                     |                                                                                          |                                                                                           |
| 1990    | Mixte Gianmarco Agostini Fabio Baldato Alessandro Pavan David Solari                |                                                                                          |                                                                                           |
| 1991    | Mixte Ivan Cerioli Gluck Thomas Kolinsky Emanuele Meneguzzo Marco Villa             |                                                                                          |                                                                                           |
| 1992    | Emilie-Romagne Adler Capelli Alberto Diolaiti Gianni Patuelli Davide Taroni         | Piemont Walter Berruto Mauro Corino Fulvio Frigo Luca Stefanati                          |                                                                                           |
| 1993    | Emilie-Romagne Alberto Diolaiti Gianni Patuelli Stefano Rosi Eddy Serri             |                                                                                          |                                                                                           |
| 1994    | Emilie-Romagne Adler Capelli Gianni Patuelli Eddy Serri Davide Taroni               |                                                                                          |                                                                                           |
| 1995    | Mixte Cristiano Citton Andrea Collinelli Gianfranco Contri Gianni Patuelli          |                                                                                          |                                                                                           |
| 1996    | Emilie-Romagne Gianmarco Agostini Adler Capelli Roger Piana Eddy Serri              |                                                                                          |                                                                                           |
| 1997    | GS Forestale Mario Benetton Cristiano Citton Andrea Collinelli Gianfranco Contri    |                                                                                          |                                                                                           |
| 1998-99 | non-disputé                                                                         | non-disputé                                                                              | non-disputé                                                                               |
| 2000    | GS Forestale Mario Benetton Maurizio Biondo Cristiano Citton Andrea Collinelli      |                                                                                          |                                                                                           |
| 2001    | non-disputé                                                                         | non-disputé                                                                              | non-disputé                                                                               |
| 2002    | Emilie-Romagne Stefano Brunelli Loris Gobbi Alessandro Mazzolani Maicol Valgiusti   | Mixte Angelo Ciccone Devid Garbelli Massimo Strazzer Marco Villa                         |                                                                                           |
| 2003    | -- Angelo Ciccone Francesco Giuliani Stefano Marengo Claudio Masnata                | Cycling Team Eternedile Loris Gobbi Alan Marangoni Alessandro Mazzolani Matteo Montaguti | Sirene Blu Pedale Scaligero Roberto Borgato Mirko Bresaola Luca Capuzzo Martino Marcotto  |
| 2004    | -- Angelo Ciccone Francesco Giuliani Martino Marcotto Stefano Marengo               | -- Manuel Belletti Loris Gobbi Alan Marangoni Matteo Montaguti                           | -- Gianpolo Biolo Giovanni Carini Enrico Degano Ivan Ravaioli                             |
| 2005    | Veneto A Dario Benenati Federico Bontorin Martino Marcotto Saveriano Sangion        | Mixte Angelo Ciccone Francesco Giuliani Claudio Masnata Ivan Ravaioli                    |                                                                                           |
| 2006    | Veneto A Gianpolo Biolo Alessandro Cantone Daniel Oss Enrico Peruffo                | Veneto C Matteo Busato Nicola Cortivo Alan Marangoni Martino Marcotto                    | Veneto B Alessandro Bernardini Samuel Marangoni Francesco Tomei Alex Buttazzoni           |
| 2007    | Mixte Claudio Cucinotta Alessandro De Marchi Giairo Ermeti Matteo Montaguti         | Veneto A Gianpolo Biolo Alessandro Cantone Marco Coledan Enrico Peruffo                  | U.S. Fausto Coppi Matteo Busato Mattia Ceola Alan Marangoni Martino Marcotto              |
| 2008    | Veneto A Alex Buttazzoni Davide Cimolai Gianni Da Ros Jacopo Guarnieri Elia Viviani | -- Claudio Cucinotta Giairo Ermeti Matteo Montaguti Giacomo Nizzolo                      | -- Gianpolo Biolo Omar Bertazzo Marco Coledan Alessandro De Marchi Filippo Fortin         |
| 2009    | Marchiol-Pasta Montegrappa Davide Cimolai Jacopo Guarnieri Daniel Oss Elia Viviani  | Mixte Omar Bertazzo Marco Coledan Alessandro De Marchi Luca Pirini                       | LPR-Farnese Marco Cattaneo Claudio Cucinotta Giairo Ermeti Matteo Montaguti               |
| 2010    | Mixte Alex Buttazzoni Angelo Ciccone Marco Coledan Alessandro De Marchi             | Mixte Omar Bertazzo Claudio Cucinotta Giairo Ermeti Matteo Montaguti                     | Mixte Riccardo Biasio Davide Cimolai Daniel Oss Elia Viviani                              |
| 2011    | -- Omar Bertazzo Alex Buttazzoni Alessandro De Marchi Giairo Ermeti Filippo Fortin  | -- Davide Cimolai Michele Scartezzini Paolo Simion Elia Viviani                          | -- Ivan Balykin Maurizio Damiano Antonio Marchiori Nicolò Rocchi                          |
| 2012    | -- Alex Buttazzoni Angelo Ciccone Alessandro De Marchi Elia Viviani                 | -- Marco Coledan Ignazio Moser Michele Scartezzini Paolo Simion                          | -- Omar Bertazzo Christian Grazian Lorenzo Lancini Kevin Leveghi Piergiacomo Marcolina    |
| 2013    | Mixte Elia Viviani Marco Coledan Alex Buttazzoni Paolo Simion                       | Mixte Francesco Lamon Luca Pacioni Oliviero Troia Simone Consonni                        | Mixte Francesco Castegnaro Stefano Ippolito Kevin Leveghi Gianmarco Serri                 |
| 2014    | Mixte Michael Bresciani Francesco Castegnaro Piergiacomo Marcolina Alex Buttazzoni  | Colpack Simone Consonni Francesco Lamon Davide Martinelli Oliviero Troia                 | Mixte Manuel Cazzaro Matteo Malucelli Maurizio Damiano Alessandro Pet                     |
| 2015    | Mixte Liam Bertazzo Alex Buttazzoni Filippo Ganna Michele Scartezzini Paolo Simion  | Mixte Simone Consonni Francesco Lamon Riccardo Minali Attilio Viviani                    | Mixte Maurizio Damiano Matteo Malucelli Alessandro Mariani Alessandro Pettiti Mirko Torta |
| 2016-20 | non-disputé                                                                         | non-disputé                                                                              | non-disputé                                                                               |
| 2022    | Mixte Lino Colosio Niccolò Galli Manlio Moro Mattia Pinazzi                         | GS Fiamme Azzurre Francesco Lamon Stefano Moro Michele Scartezzini Davide Boscaro        | Mixte Liam Bertazzo Davide Plebani Elia Viviani Attilio Viviani                           |
| 2023    | GS Fiamme Azzurre Francesco Lamon Elia Viviani Michele Scartezzini Davide Boscaro   | Mixte Lino Colosio Niccolò Galli Manlio Moro Mattia Pinazzi                              | Mixte Alessio Delle Vedove Bryan Olivo Daniel Skerl Samuel Quaranta                       |

#### Course aux points
Professionnels
| Année   | Vainqueur             | Deuxième              | Troisième           |
| ------- | --------------------- | --------------------- | ------------------- |
| 1980    | Vittorio Algeri       | Giovanni Mantovani    | Osvaldo Bettoni     |
| 1981    | Paolo Rosola          | Marco Cattaneo        | Luigi Moro          |
| 1982    | Pierangelo Bincoletto | Maurizio Bidinost     | Pietro Algeri       |
| 1983    | Nazzareno Berto       | Raniero Gradi         | Alberto Saronni     |
| 1984    | Valerio Piva          | Nedo Pinori           | Vittorio Algeri     |
| 1985    | Stefano Allocchio     |                       |                     |
| 1986    | Silvio Martinello     | Adriano Baffi         | Daniele Caroli      |
| 1987    | Adriano Baffi         |                       |                     |
| 1988    | Adriano Baffi         |                       |                     |
| 1989    | Stefano Allocchio     |                       |                     |
| 1990    | Silvio Martinello     |                       |                     |
| 1991    | Silvio Martinello     |                       |                     |
| 1992    | Giovanni Lombardi     |                       |                     |
| 1993    | Giovanni Lombardi     |                       |                     |
| 1994    | non-disputé           | non-disputé           | non-disputé         |
| 1995    | Silvio Martinello     | Marco Villa           | Mauro Silvestri     |
| 1996    | Silvio Martinello     | Marco Villa           | Massimo Strazzer    |
| 1997    | Silvio Martinello     |                       |                     |
| 1998    | Silvio Martinello     | Adriano Baffi         | Andrea Collinelli   |
| 1999    | Adriano Baffi         | Marco Villa           | Andrea Collinelli   |
| 2000    | Silvio Martinello     | Andrea Collinelli     | Devid Garbelli      |
| 2001    | non-disputé           | non-disputé           | non-disputé         |
| 2002    | Marco Cattaneo        |                       |                     |
| 2003    | Angelo Ciccone        | Giovanni Carini       | Enrico Rossi        |
| 2004    | Fabio Masotti         | Angelo Ciccone        | Ivan Ravaioli       |
| 2005    | Matteo Montaguti      | Angelo Ciccone        | Enrico Degano       |
| 2006    | Angelo Ciccone        | Martino Marcotto      | Fabio Masotti       |
| 2007    | Martino Marcotto      | Matteo Montaguti      | Alan Marangoni      |
| 2008    | Alex Buttazzoni       | Elia Viviani          | Martino Marcotto    |
| 2009    | Angelo Ciccone        | Davide Cimolai        | Giairo Ermeti       |
| 2010    | Davide Cimolai        | Angelo Ciccone        | Manuel Cazzaro      |
| 2011    | Elia Viviani          | Angelo Ciccone        | Tomas Alberio       |
| 2012    | Marco Coledan         | Alessandro De Marchi  | Elia Viviani        |
| 2013    | Elia Viviani          | Francesco Castegnaro  | Marco Coledan       |
| 2014    | Francesco Lamon       | Liam Bertazzo         | Marco Coledan       |
| 2015    | Michele Scartezzini   | Elia Viviani          | Alex Buttazzoni     |
| 2016    | Francesco Lamon       | Carloalberto Giordani | Alex Buttazzoni     |
| 2017-20 | non-disputé           | non-disputé           | non-disputé         |
| 2021    | Elia Viviani          | Davide Plebani        | Michele Scartezzini |
| 2022    | Elia Viviani          | Michele Scartezzini   | Matteo Donegà       |
| 2023    | Elia Viviani          | Matteo Donegà         | Niccolò Galli       |

Amateurs
| Année | Vainqueur             | Deuxième | Troisième |
| ----- | --------------------- | -------- | --------- |
| 1979  | Pierangelo Bincoletto |          |           |
| 1980  | Fabio Busi            |          |           |
| 1981  | Roberto Bressan       |          |           |
| 1982  | Roberto Amadio        |          |           |
| 1983  | Silvio Martinello     |          |           |
| 1984  | Walter Zini           |          |           |
| 1985  | Silvio Martinello     |          |           |
| 1986  | Luigi Dessì           |          |           |
| 1987  | Massimo Brunelli      |          |           |
| 1988  | David Solari          |          |           |
| 1989  | Giovanni Lombardi     |          |           |
| 1990  | Mariano Piccoli       |          |           |
| 1991  | Ivan Cerioli          |          |           |
| 1992  | Mirko Crepaldi        |          |           |

#### Américaine
| Année | Vainqueur                           | Deuxième                            | Troisième                                  |
| ----- | ----------------------------------- | ----------------------------------- | ------------------------------------------ |
| 1995  | Silvio Martinello Marco Villa       |                                     |                                            |
| 1996  | Adler Capelli Mauro Trentini        | Enrico Degano Maurizio Gava         | Gianmarco Agostini Marco Menin             |
| 1997  | Adriano Baffi Marco Villa           | Mario Benetton Cristiano Citton     | Ivan Cerioli Mauro Trentini                |
| 1998  | Adriano Baffi Andrea Collinelli     | Silvio Martinello Marco Villa       | Michele Canevarolo Cristian Pepoli         |
| 1999  | Andrea Collinelli Marco Villa       | Adriano Baffi Mario Benetton        |                                            |
| 2000  | Andrea Collinelli Silvio Martinello | Ivan Quaranta Marco Villa           | Fabio Masotti Massimo Strazzer             |
| 2001  | non-disputé                         | non-disputé                         | non-disputé                                |
| 2002  | Devid Garbelli Marco Villa          |                                     |                                            |
| 2003  | Samuele Marzoli Marco Villa         | Angelo Ciccone Fabio Masotti        | Michele Calvaresi Martino Marcotto         |
| 2004  | Angelo Ciccone Fabio Masotti        | Francesco Marenghi Stefano Marengo  | Martino Marcotto Mirko Masola              |
| 2005  | Angelo Ciccone Fabio Masotti        | Loris Gobbi Mirko Masola            | Gianpolo Biolo Martino Marcotto            |
| 2006  | Angelo Ciccone Fabio Masotti        | Samuele Marzoli Giairo Ermeti       | Andrea Pinos Alex Buttazzoni               |
| 2007  | Angelo Ciccone Fabio Masotti        | Alex Buttazzoni Jacopo Guarnieri    | Gianpolo Biolo Matteo Montaguti            |
| 2008  | Alex Buttazzoni Jacopo Guarnieri    | Matteo Montaguti Andrea Pinos       | Paolo Capponcelli Martino Marcotto         |
| 2009  | Alex Buttazzoni Angelo Ciccone      | Jacopo Guarnieri Elia Viviani       | Giairo Ermeti Matteo Montaguti             |
| 2010  | Angelo Ciccone Fabio Masotti        | Gianpolo Biolo Alex Buttazzoni      | Francesco Chicchi Elia Viviani             |
| 2011  | Davide Cimolai Elia Viviani         | Angelo Ciccone Fabio Masotti        | Liam Bertazzo Omar Bertazzo                |
| 2012  | Michele Scartezzini Elia Viviani    | Alex Buttazzoni Angelo Ciccone      | Liam Bertazzo Omar Bertazzo                |
| 2013  | Michele Scartezzini Elia Viviani    | Paolo Simion Marco Coledan          | Alex Buttazzoni Giairo Ermeti              |
| 2014  | Simone Consonni Francesco Lamon     | Alex Buttazzoni Manuel Cazzaro      | Francesco Castegnaro Piergiacomo Marcolina |
| 2015  | Simone Consonni Francesco Lamon     | Liam Bertazzo Alex Buttazzoni       | Manuel Cazzaro Filippo Fortin              |
| 2016  | Simone Consonni Francesco Lamon     | Liam Bertazzo Jakub Mareczko        | Carloalberto Giordani Attilio Viviani      |
| 2017  | non-disputé                         | non-disputé                         | non-disputé                                |
| 2018  | Michele Scartezzini Francesco Lamon | Matteo Donegà Davide Viganò         | Stefano Moro Attilio Viviani               |
| 2019  | Michele Scartezzini Francesco Lamon | Stefano Moro Davide Plebani         | Diego Bosini Carloalberto Giordani         |
| 2021  | Michele Scartezzini Francesco Lamon | Stefano Moro Liam Bertazzo          | Elia Viviani Attilio Viviani               |
| 2022  | Davide Plebani Mattia Pinazzi       | Francesco Lamon Michele Scartezzini | Matteo Donegà Samuel Quaranta              |
| 2023  | Francesco Lamon Michele Scartezzini | Niccolò Galli Mattia Pinazzi        | Matteo Donegà Elia Viviani                 |

#### Scratch
| Année   | Vainqueur           | Deuxième              | Troisième           |
| ------- | ------------------- | --------------------- | ------------------- |
| 2002,   | Marco Menin         |                       |                     |
| 2003    | Samuele Marzoli     | Danilo Napolitano     | Fabio Masotti       |
| 2004    | Claudio Masnata     | Giovanni Carini       | Antonio Bottoli     |
| 2005    | Fabio Masotti       | Davide Pontiroli      | Alan Marangoni      |
| 2006    | Alan Marangoni      | Daniele Menaspà       | Fabio Masotti       |
| 2007    | Giairo Ermeti       | Fabio Masotti         | Angelo Ciccone      |
| 2008    | Claudio Cucinotta   | Elia Viviani          | Alan Marangoni      |
| 2009    | Davide Cimolai      | Fabrizio Braggion     | Matteo Montaguti    |
| 2010    | Alex Buttazzoni     | Francesco Chicchi     | Matteo Pelucchi     |
| 2011    | Davide Cimolai      | Elia Viviani          | Alex Buttazzoni     |
| 2012    | Alex Buttazzoni     | Liam Bertazzo         | Mirko Nosotti       |
| 2013    | Alex Buttazzoni     | Francesco Castegnaro  | Elia Viviani        |
| 2014    | Alex Buttazzoni     | Piergiacomo Marcolina | Riccardo Donato     |
| 2015    | Simone Consonni     | Alex Buttazzoni       | Francesco Lamon     |
| 2016-19 | non-disputé         | non-disputé           | non-disputé         |
| 2020    | Francesco Lamon     | Matteo Donegà         | Liam Bertazzo       |
| 2021    | Mattia Pinazzi      | Stefano Moro          | Michele Scartezzini |
| 2022    | Samuel Quaranta     | Michael Cattani       | Bryan Olivo         |
| 2023    | Michele Scartezzini | Matteo Donegà         | Davide Boscaro      |

#### Omnium
| Année | Vainqueur       | Deuxième             | Troisième             |
| ----- | --------------- | -------------------- | --------------------- |
| 2008  | Davide Cimolai  | Francesco Barattieri | Gaetano Romaggioli    |
| 2009  | Elia Viviani    | Gianpolo Biolo       | Davide Cimolai        |
| 2010  | Elia Viviani    | Gianpolo Biolo       | Alessandro Bernardini |
| 2011  | Giairo Ermeti   | Angelo Ciccone       | Alex Buttazzoni       |
| 2012  | Angelo Ciccone  | Niccolò Bonifazio    | Michele Scartezzini   |
| 2013  | Simone Consonni | Francesco Castegnaro | Michele Scartezzini   |
| 2014  | Elia Viviani    | Marco Coledan        | Simone Consonni       |
| 2015  | Simone Consonni | Paolo Simion         | Francesco Lamon       |
| 2016  | Simone Consonni | Liam Bertazzo        | Francesco Lamon       |
| 2017  | non-disputé     | non-disputé          | non-disputé           |
| 2018  | Francesco Lamon | Liam Bertazzo        | Attilio Viviani       |
| 2019  | Elia Viviani    | Francesco Lamon      | Davide Plebani        |
| 2021  | Francesco Lamon | Davide Boscaro       | Stefano Moro          |
| 2022  | Elia Viviani    | Matteo Donegà        | Davide Boscaro        |
| 2023  | Francesco Lamon | Matteo Donegà        | Mattia Pinazzi        |

#### Course par élimination
| Année | Vainqueur       | Deuxième            | Troisième       |
| ----- | --------------- | ------------------- | --------------- |
| 2020  | Francesco Lamon | Michele Scartezzini | Liam Bertazzo   |
| 2021  | Stefano Moro    | Elia Viviani        | Francesco Lamon |
| 2022  | Francesco Lamon | Samuel Quaranta     | Matteo Donegà   |
| 2023  | Francesco Lamon | Elia Viviani        | Matteo Donegà   |

#### Demi-fond
Professionnels
| Année     | Vainqueur                  | Deuxième            | Troisième           |
| --------- | -------------------------- | ------------------- | ------------------- |
| 1893,     | Giuseppe Moreschi          | Giuseppe Nuvolari   | Carlo Dani          |
| 1894,     | Giuseppe Nuvolari          | Luigi Pontecchi     | Romolo Buni         |
| 1895      | Massimiliano Porta         |                     |                     |
| 1896-1901 | non-disputé                | non-disputé         | non-disputé         |
| 1902      | Battista Parini            |                     |                     |
| 1903      | Giosuè Giuppone            |                     |                     |
| 1904      | Giosuè Giuppone            |                     |                     |
| 1905      | Giovanni Gerbi             | Alfredo Corti       | Luigi Singrossi     |
| 1906      | Luigi Mori                 |                     |                     |
| 1907      | non-disputé                | non-disputé         | non-disputé         |
| 1908      | Giulio Tagliavini "Taylor" |                     |                     |
| 1909      | Giulio Tagliavini "Taylor" |                     |                     |
| 1910      | Carlo Bordoni              |                     |                     |
| 1911      | Battista Danesi            |                     |                     |
| 1912-13   | non-disputé                | non-disputé         | non-disputé         |
| 1914      | Battista Danesi            |                     |                     |
| 1915-18   | non-disputé                | non-disputé         | non-disputé         |
| 1919      | Carlo Galetti              |                     |                     |
| 1920      | Carlo Bordoni              |                     |                     |
| 1921      | Giorgio Colombatto         |                     |                     |
| 1922      | Giorgio Colombatto         |                     |                     |
| 1923      | Carlo Bordoni              |                     |                     |
| 1924      | Leopoldo Torricelli        |                     |                     |
| 1925      | Leopoldo Torricelli        |                     |                     |
| 1926      | Leopoldo Torricelli        |                     |                     |
| 1927      | Leopoldo Torricelli        |                     |                     |
| 1928      | Leopoldo Torricelli        |                     |                     |
| 1929      | Leopoldo Torricelli        | Giovanni Manera     | Federico Gay        |
| 1930      | Giovanni Manera            | Federico Gay        | Franco Zucchetti    |
| 1931      | Giovanni Manera            | Luciano Bergamini   | Fernando Macchetta  |
| 1932      | Federico Gay               | Angelo De Martini   | Luciano Bergamini   |
| 1933      | Franco Giorgetti           | Arturo Bresciani    | Bruno               |
| 1934      | Edoardo Severgnini         | Arturo Bresciani    | Da Ros              |
| 1935      | Giovanni Manera            | Luciano Bergamini   | Arturo Bresciani    |
| 1936      | Edoardo Severgnini         | Giuseppe Bianchini  | Aldo Canazza        |
| 1937      | Edoardo Severgnini         | Alfredo Bovet       | Gastone Battilotti  |
| 1938      | Edoardo Severgnini         | Aldo Canazza        | Alfredo Bovet       |
| 1939      | Edoardo Severgnini         | Giovanni Manera     | Giuseppe Bianchini  |
| 1940      | Giuseppe Olmo              | Alfredo Bovet       | Learco Guerra       |
| 1941      | Franco Giorgetti           | Aldo Canazza        | Luigi Mutti         |
| 1942      | Learco Guerra              | Alfredo Bovet       | Luigi Mutti         |
| 1943      | Fabio Battesini            | Franco Giorgetti    | Learco Guerra       |
| 1944      | non-disputé                | non-disputé         | non-disputé         |
| 1945      | Fabio Battesini            | -                   | -                   |
| 1946      | Elia Frosio                | Luigi Mutti         | Carlo Rebella       |
| 1947      | Elia Frosio                | Nedo Logli          | Luigi Mutti         |
| 1948      | Elia Frosio                | Luigi Mutti         | Giuseppe Martino    |
| 1949      | Elia Frosio                | Vittorio Scrivanti  | Primo Bergomi       |
| 1950      | Elia Frosio                | Giuseppe Martino    | Vittorio Scrivanti  |
| 1951      | Giuseppe Martino           | Elia Frosio         | Luigi Mutti         |
| 1952      | Giuseppe Martino           |                     |                     |
| 1953      | Giuseppe Martino           | Luigi Mutti         | Osvaldo Belli       |
| 1954      | Giuseppe Martino           | Alfo Ferrari        | Luigi Mutti         |
| 1955      | Giuseppe Martino           | Vittorio Seghezzi   | Gino Guerrini       |
| 1956      | Giuseppe Martino           | Alfo Ferrari        | Guido De Santi      |
| 1957      | Giuseppe Martino           | Armando Pellegrini  | Pierino Lovisetto   |
| 1958      | Virginio Pizzali           | Pierino Lovisetto   | Paolo Fabbris       |
| 1959      | Virginio Pizzali           | Pierino Lovisetto   | Ilvo Pugi           |
| 1960      | Pietro Musone              | Giuseppe Honl       | -                   |
| 1961      | Virginio Pizzali           | Vittorio Poiano     | Bruno Sivilotti     |
| 1962      | Virginio Pizzali           | Domenico De Lillo   | Tonino Domenicali   |
| 1963      | Tonino Domenicali          | Domenico De Lillo   |                     |
| 1964      | Armando Pellegrini         | Domenico De Lillo   | Tonino Domenicali   |
| 1965      | Domenico De Lillo          | Armando Pellegrini  | Luigi Arienti       |
| 1966      | Domenico De Lillo          | Armando Pellegrini  | Italo Donadi        |
| 1967      | Domenico De Lillo          |                     |                     |
| 1968      | Armando Pellegrini         | Leandro Faggin      | Bruno Sivilotti     |
| 1969      | Domenico De Lillo          | Antonio Carniel     | Luciano Luciani     |
| 1970      | Domenico De Lillo          | Carlo Rancati       | Italo Donadi        |
| 1971      | Domenico De Lillo          | Alberto Della Torre | Carlo Rancati       |
| 1972      | Attilio Benfatto           | Alberto Della Torre | Cipriano Chemello   |
| 1973      | Attilio Benfatto           | Giorgio Morbiato    | Alberto Della Torre |
| 1974      | Attilio Benfatto           | Pietro Algeri       | Giacomo Bazzan      |
| 1975      | Attilio Benfatto           | Walter Avogadri     | Carlo Brunetti      |
| 1976      | Walter Avogadri            | Pietro Algeri       | Attilio Benfatto    |
| 1977      | Pietro Algeri              | Bruno Vicino        | Walter Avogadri     |
| 1978      | Bruno Vicino               | Walter Avogadri     | Luciano Rossignoli  |
| 1979      | Pietro Algeri              | Bruno Vicino        | Walter Avogadri     |
| 1980      | Bruno Vicino               | Pietro Algeri       | Paolo Rosola        |
| 1981      | Bruno Vicino               | Pietro Algeri       | Paolo Rosola        |
| 1982      | Bruno Vicino               | Pietro Algeri       | Giovanni Renosto    |
| 1983      | Bruno Vicino               | Domenico Perani     | Luciano Fusar Poli  |
| 1984      | Bruno Vicino               |                     |                     |
| 1985      | Bruno Vicino               |                     |                     |
| 1986      | Giovanni Renosto           | Bruno Vicino        | Dante Morandi       |
| 1987      | Giovanni Renosto           |                     |                     |
| 1988      | Giovanni Renosto           | Walter Brugna       | Ettore Badolato     |
| 1989      | Giovanni Renosto           |                     |                     |
| 1990      |                            |                     |                     |
| 1991      | Luigi Bielli               |                     |                     |
| 1992      | Antonio Fanelli            |                     |                     |
| 1993      | Antonio Fanelli            |                     |                     |
| 1994      | Alessandro Tresin          |                     |                     |

Amateurs
| Année | Vainqueur          | Deuxième          | Troisième          |
| ----- | ------------------ | ----------------- | ------------------ |
| 1953  | Pierino Lovisetto  | Mario Marzi       | Fumagalli          |
| 1954  |                    |                   |                    |
| 1955  | Paolo Fabbris      | Pirozzi           | Adelmo Rascaroli   |
| 1956  | Bruno Moneta       |                   |                    |
| 1957  | Pietro Musone      |                   |                    |
| 1958  | Renato Longo       | Domenico De Lillo | Brunello           |
| 1959  | Domenico De Lillo  | Giuseppe Honl     | Renato Longo       |
| 1960  | Domenico De Lillo  |                   |                    |
| 1961  | Domenico De Lillo  |                   |                    |
| 1962  | Luciano Meneghelli | Giacomo Zanetti   |                    |
| 1963  | Egidio Maistrello  | Italo Donadi      | Luciano Meneghelli |
| 1964  | Italo Donadi       | Antonio Carniel   |                    |
| 1965  |                    |                   |                    |
| 1966  |                    |                   |                    |
| 1967  | Antonio Carniel    | Raffaele Introzzi | Ettore Castoldi    |
| 1968  | Raffaele Introzzi  | Antonio Castello  | Antonio Carniel    |
| 1969  | Renzo Premoli      |                   |                    |
| 1970  | Antonio Fradusco   |                   |                    |
| 1971  |                    |                   |                    |
| 1972  |                    |                   |                    |
| 1973  | Rino Carraro       |                   |                    |
| 1974  | Taddeo Grifoni     |                   |                    |
| 1975  | Taddeo Grifoni     |                   |                    |
| 1976  | Fausto Stiz        | Taddeo Grifoni    |                    |
| 1977  |                    |                   |                    |
| 1978  |                    |                   |                    |
| 1979  | Pino Audi Grivetta |                   |                    |

#### Derny
| Année | Vainqueur            | Deuxième              | Troisième            |
| ----- | -------------------- | --------------------- | -------------------- |
| 2007  | Alan Marangoni       | Angelo Ciccone        | Marco Villa          |
| 2008  | Samuele Marzoli      | Alan Marangoni        | Matteo Montaguti     |
| 2009  | Angelo Ciccone       | Matteo Montaguti      | Fabrizio Braggion    |
| 2010  | Alessandro Bertolini | Alex Buttazzoni       | Alessandro De Marchi |
| 2011  | Manuel Cazzaro       | Tomas Alberio         | Alessandro Bertolini |
| 2012  | Elia Viviani         | Manuel Cazzaro        | Omar Bertazzo        |
| 2013  | Marco Coledan        | Manuel Cazzaro        | Elia Viviani         |
| 2014  | Alex Buttazzoni      | Omar Bertazzo         | Francesco Castegnaro |
| 2015  | Michele Scartezzini  | Alex Buttazzoni       | Francesco Castegnaro |
| 2016  | Francesco Castegnaro | Michele Scartezzini   | Giacomo Gallio       |
| 2017  | Riccardo Minali      | Michele Scartezzini   | Davide Viganò        |
| 2018  | Riccardo Minali      | Leonardo Fedrigo      | Andrea Guardini      |
| 2019  | Michele Scartezzini  | Carloalberto Giordani | Giacomo Garavaglia   |
| 2021  | Francesco Lamon      | Paolo Simion          | Nicolas Dalla Valle  |

#### Tandem
| Année | Vainqueur                            | Deuxième                               | Troisième                       |
| ----- | ------------------------------------ | -------------------------------------- | ------------------------------- |
| 1951  | Antonio Maspes Vittorio Valesi       | Bergamini Renato Morandi               |                                 |
| 1952  | Celestino Oriani Vittorio Valesi     | Billi Dario Mantovani                  | Salvatore De Toma Trentalance   |
| 1953  | Celestino Oriani Vittorio Valesi     | Giuseppe Giberti Bucci                 | Billi Dario Mantovani           |
| 1954  | Giuseppe Ogna Celestino Oriani       |                                        |                                 |
| 1955  | Giuseppe Honl Guglielmo Pesenti      | Giuseppe Ogna Celestino Oriani         | Pavan Adriano Peverati          |
| 1956  | Celestino Oriani Vittorio Valesi     | Giuseppe Honl Giuseppe Ogna            | Enzo Cinelli Giuseppe Giberti   |
| 1957  | Abramo Merlotti Guglielmo Pesenti    | Luigi Brioschi Giacomo Zanetti         | Sante Lombardi Mario Marosi     |
| 1958  | Sante Gaiardoni Sergio Bianchetto    |                                        |                                 |
| 1959  | Sante Gaiardoni Giacomo Zanetti      | Sergio Bianchetto Valentino Gasparella | Giorgio Giannotti Tommaselli    |
| 1960  | Sante Gaiardoni Giacomo Zanetti      |                                        |                                 |
| 1961  | Giuseppe Beghetto Sergio Bianchetto  |                                        |                                 |
| 1962  | Giuseppe Beghetto Sergio Bianchetto  |                                        |                                 |
| 1963  | Sergio Bianchetto Angelo Damiano     |                                        |                                 |
| 1964  | Giovanni Pettenella Giordano Turrini | Sergio Bianchetto Angelo Damiano       | Bruno Cornelli Gualla           |
| 1965  | Bruno Gonzato Dino Verzini           |                                        |                                 |
| 1966  | Walter Gorini Giordano Turrini       |                                        |                                 |
| 1967  | Bruno Gonzato Dino Verzini           | Luigi Borghetti Giordano Turrini       | Francesco Del Zio Walter Gorini |
| 1968  | Walter Gorini Giordano Turrini       | Bruno Gonzato Dino Verzini             | Benzi Angelo Bruno              |
| 1969  | Walter Gorini Maurizio Orlati        | Angelo Bruno Dino Verzini              |                                 |
| 1970  | Francesco Del Zio Giorgio Rossi      |                                        |                                 |
| 1971  | Ezio Cardi Maurizio Orlati           | Ferruccio Ferro Dino Verzini           |                                 |
| 1972  | Ezio Cardi Dino Verzini              |                                        |                                 |
| 1973  | Massimo Marino Giorgio Rossi         | Giuseppe Mario Bodei Ugo Learco Guerra | Ferruccio Ferro Maurizio Orlati |
| 1974  | Massimo Marino Giorgio Rossi         |                                        |                                 |
| 1975  | Massimo Marino Giorgio Rossi         |                                        |                                 |
| 1976  | Floriano Finamore Giorgio Rossi      |                                        |                                 |
| 1977  | Floriano Finamore Giorgio Rossi      |                                        |                                 |
| 1978  | Floriano Finamore Giorgio Rossi      |                                        |                                 |
| 1979  | Floriano Finamore Giorgio Rossi      |                                        |                                 |
| 1980  | Floriano Finamore Giorgio Rossi      |                                        |                                 |
| 1981  | Floriano Finamore Giorgio Rossi      |                                        |                                 |
| 1982  | Giorgio Rossi Paolo Sacchetti        |                                        |                                 |
| 1983  | Vincenzo Ceci Gabriele Sella         |                                        |                                 |
| 1984  | Vincenzo Ceci Gabriele Sella         |                                        |                                 |
| 1985  | Giorgio Rossi Renzo Sarti            |                                        |                                 |
| 1986  | Andrea Faccini Roberto Nicotti       |                                        |                                 |
| 1987  | Silvio Boarin Gabriele Sella         |                                        |                                 |
| 1988  | Patrizio Rampazzo Renzo Sarti        |                                        |                                 |
| 1989  | Patrizio Rampazzo Renzo Sarti        |                                        |                                 |
| 1990  | Gianluca Capitano Federico Paris     |                                        |                                 |
| 1991  | Gianluca Capitano Federico Paris     |                                        |                                 |
| 1992  | Gianluca Capitano Roberto Chiappa    |                                        |                                 |
| 1993  | Gianluca Capitano Federico Paris     |                                        |                                 |
| 1994  | Roberto Chiappa Federico Paris       |                                        |                                 |

### Femmes

#### 500 mètres
| Année | Vainqueur          | Deuxième                | Troisième            |
| ----- | ------------------ | ----------------------- | -------------------- |
| 1995  | Antonella Bellutti | Giovanna Troldi         | Alessia Bufalini     |
| 1996  | Antonella Bellutti | Evelyn Boschetto        | Giovanna Troldi      |
| 1997  | Antonella Bellutti | Giovanna Troldi         | Alessia Bufalini     |
| 1998  | Antonella Bellutti | Giovanna Troldi         | Alessia Bufalini     |
| 1999  | Antonella Bellutti |                         |                      |
| 2000  | Antonella Bellutti | Annamaria Scafetta      | Alessia Bufalini     |
| 2001  | Silvia Scarel      | Lisa Gatto              | Alessia Bufalini     |
| 2002  | Lisa Gatto         | Annamaria Scafetta      | Laura Betto          |
| 2003  | Annamaria Scafetta | Monia Baccaille         | Giovanna Troldi      |
| 2004  | Elisa Frisoni      | Silvia Scarel           | Giovanna Troldi      |
| 2005  | Elisa Frisoni      | Annalisa Cucinotta      | Lisa Gatto           |
| 2006  | Elisa Frisoni      | Lisa Gatto              | Annalisa Cucinotta   |
| 2007  | Elisa Frisoni      | Annalisa Cucinotta      | Laura Doria          |
| 2008  | Elisa Frisoni      | Maddalena Dinato        | Laura Doria          |
| 2009  | Elisa Frisoni      | Maddalena Dinato        | Valentina Scandolara |
| 2010  | Elisa Frisoni      | Maddalena Dinato        | Laura Doria          |
| 2011  | Elisa Frisoni      | Giulia Donato           | Manuela Grillo       |
| 2012  | Elisa Frisoni      | Annalisa Cucinotta      | Stella Tomassini     |
| 2013  | Annalisa Cucinotta | Simona Frapporti        | Chiara Vannucci      |
| 2014  | Simona Frapporti   | Annalisa Cucinotta      | Maila Andreotti      |
| 2015  | Maila Andreotti    | Maria Vittoria Sperotto | Annalisa Cucinotta   |
| 2016  | Miriam Vece        | Maila Andreotti         | Martina Alzini       |
| 2022  | Miriam Vece        | Martina Alzini          | Rachele Barbieri     |
| 2023  | Miriam Vece        | Martina Fidanza         | Giada Capobianchi    |

#### Keirin
| Année | Vainqueur          | Deuxième                  | Troisième          |
| ----- | ------------------ | ------------------------- | ------------------ |
| 2002  | Annamaria Scafetta | Vania Rossi               | Laura Betto        |
| 2003  | Annamaria Scafetta | Vania Rossi               | Monia Baccaille    |
| 2004  | Elisa Frisoni      | Annamaria Scafetta        | Vania Rossi        |
| 2005  | Elisa Frisoni      | Annamaria Scafetta        | Annalisa Cucinotta |
| 2006  | Elisa Frisoni      | Annalisa Cucinotta        | Annamaria Scafetta |
| 2007  | Annalisa Cucinotta | Elisa Frisoni             | Laura Doria        |
| 2008  | Elisa Frisoni      | Annalisa Cucinotta        | Annamaria Scafetta |
| 2009  | Elisa Frisoni      | Federica Primavera        | Barbara Guarischi  |
| 2010  | Elisa Frisoni      | Annamaria Scafetta        | Laura Doria        |
| 2011  | Elisa Frisoni      | Monia Baccaille           | Elena Cecchini     |
| 2012  | Giulia Donato      | Annalisa Cucinotta        | Elisa Frisoni      |
| 2013  | Giorgia Bronzini   | Simona Frapporti          | Marta Tagliaferro  |
| 2014  | Maila Andreotti    | Annalisa Cucinotta        | Marta Bastianelli  |
| 2015  | Matilde Giordani   | Daniela Magnetto Allietta | Maila Andreotti    |
| 2016  | Maila Andreotti    | Martina Alzini            | Miriam Vece        |
| 2017  | Maila Andreotti    | Elena Bissolati           | Miriam Vece        |
| 2018  | Martina Fidanza    | Francesca Selva           | Miriam Vece        |
| 2019  | Martina Fidanza    | Elena Bissolati           | Rachele Barbieri   |
| 2022  | Martina Fidanza    | Miriam Vece               | Elena Bissolati    |
| 2023  | Miriam Vece        | Elena Bissolati           | Giada Capobianchi  |

#### Vitesse
| Année | Vainqueur            | Deuxième             | Troisième             |
| ----- | -------------------- | -------------------- | --------------------- |
| 1968  | Giuditta Longari     | Elisabetta Maffeis   |                       |
| 1969  | Giuditta Longari     | Elisabetta Maffeis   |                       |
| 1970  | Giuditta Longari     |                      |                       |
| 1971  | Morena Tartagni      | Ivana Panzi          | Giuseppa Micheloni    |
| 1972  | Morena Tartagni      | Luigina Bissoli      | Ivana Panzi           |
| 1973  | Luigina Bissoli      | Tosca Argentin       | Maria Pecchenini      |
| 1974  | Luigina Bissoli      | Carmen Menegaldo     | Giuseppa Micheloni    |
| 1975  | Luigina Bissoli      | Giuseppa Micheloni   | Anna Morlacchi        |
| 1976  | Luigina Bissoli      | Morena Tartagni      | Bruna Cancelli        |
| 1977  | Luigina Bissoli      | Rossella Galbiati    | Emanuelle Lorenzon    |
| 1978  | Luigina Bissoli      | Rossella Galbiati    | Adalberta Marcuccetti |
| 1979  | Luigina Bissoli      | Rossella Galbiati    | Michela Tomasi        |
| 1980  | Rossella Galbiati    | Michela Tomasi       | Rosanna Piantoni      |
| 1981  | Rossella Galbiati    | Michela Tomasi       | Roberta Ciceri        |
| 1982  | Michela Tomasi       | Patrizia Spadaccini  | Rossella Galbiati     |
| 1983  | Rossella Galbiati    | Rosanna Piantoni     | Patrizia Spadaccini   |
| 1984  | Rossella Galbiati    | Elisabetta Fanton    | Maria Mosole          |
| 1985  | Elisabetta Fanton    |                      |                       |
| 1986  | Elisabetta Fanton    |                      |                       |
| 1987  | Elisabetta Fanton    |                      |                       |
| 1988  | Elisabetta Fanton    |                      |                       |
| 1989  | Elisabetta Fanton    |                      |                       |
| 1990  | Francesca Galli      |                      |                       |
| 1991  | Serenella Bortolotto |                      |                       |
| 1992  | Serenella Bortolotto | Simona Muzzioli      | Alessia Bufalini      |
| 1993  | Alessia Bufalini     | Sara Felloni         | Samanta Costa         |
| 1994  | Alessia Bufalini     | Sara Felloni         | Marica Berardi        |
| 1995  | Giovanna Troldi      | Alessia Bufalini     | Serenella Bortolotto  |
| 1996  | Giovanna Troldi      | Evelyn Boschetto     | Alessia Bufalini      |
| 1997  | Antonella Bellutti   | Giovanna Troldi      | Alessia Bufalini      |
| 1998  | Giovanna Troldi      | Alessia Bufalini     | Roberta Passoni       |
| 1999  | Antonella Bellutti   |                      |                       |
| 2000  | Annamaria Scafetta   | Alessia Bufalini     | Giovanna Troldi       |
| 2001  |                      |                      |                       |
| 2002  | Annamaria Scafetta   | Marilisa Riva        | Elisa Maggini         |
| 2003  | Annamaria Scafetta   | Monia Baccaille      | Elisa Maggini         |
| 2004  | Elisa Frisoni        | Annamaria Scafetta   | Laura Pisaneschi      |
| 2005  | Elisa Frisoni        | Annalisa Cucinotta   | Annamaria Scafetta    |
| 2006  | Elisa Frisoni        | Annalisa Cucinotta   | Annamaria Scafetta    |
| 2007  | Elisa Frisoni        | Simona Frapporti     | Erika Dalpiaz         |
| 2008  | Elisa Frisoni        | Valentina Alessio    | Serena Mensa          |
| 2009  | Elisa Frisoni        | Valentina Scandolara | Maddalena Dinato      |
| 2010  | Elisa Frisoni        | Annamaria Scafetta   | Valentina Scandolara  |
| 2011  | Elisa Frisoni        | Monia Baccaille      | Annamaria Scafetta    |
| 2012  | Elisa Frisoni        | Annalisa Cucinotta   | Sara Consolati        |
| 2013  | Annalisa Cucinotta   | Giorgia Bronzini     | Barbara Guarischi     |
| 2014  | Maila Andreotti      | Annalisa Cucinotta   | Nicole Maffietti      |
| 2017  | Maila Andreotti      | Miriam Vece          | Elena Bissolati       |
| 2018  | Miriam Vece          | Elena Bissolati      | Gloria Manzoni        |
| 2019  | Miriam Vece          | Elena Bissolati      | Martina Fidanza       |
| 2020  | Miriam Vece          | Elena Bissolati      | Giada Capobianchi     |
| 2021  | Miriam Vece          | Elena Bissolati      | Giada Capobianchi     |
| 2022  | Miriam Vece          | Giada Capobianchi    | Elena Bissolati       |
| 2023  | Miriam Vece          | Elena Bissolati      | Giada Capobianchi     |

#### Vitesse par équipes
| Année | Vainqueur                                                               | Deuxième                                                       | Troisième                                                            |
| ----- | ----------------------------------------------------------------------- | -------------------------------------------------------------- | -------------------------------------------------------------------- |
| 2007  | -- Elisa Frisoni Lisa Gatto                                             | -- Laura Doria Simona Frapporti                                | -- Monia Baccaille Silvia Valsecchi                                  |
| 2008  | -- Elisa Frisoni Lisa Gatto                                             | -- Valentina Alessio Laura Doria                               | -- Alessandra D'Ettorre Annamaria Scafetta                           |
| 2009  | -- Monia Baccaille Elisa Frisoni                                        | -- Laura Doria Federica Primavera                              | -- Barbara Guarischi Gloria Presti                                   |
| 2010  | -- Elisa Frisoni Marta Tagliaferro                                      | -- Maddalena Dinato Annamaria Scafetta                         | -- Chiara Bortolus Martina Corazza                                   |
| 2011  | -- Elisa Frisoni Manuela Grillo                                         | -- Elena Cecchini Marta Tagliaferro                            | -- Annamaria Scafetta Valentina Scandolara                           |
| 2012  | -- Giulia Donato Simona Frapporti                                       | -- Sara Consolati Stella Tomassini                             | -- Beatrice Bartelloni Annalisa Cucinotta                            |
| 2013  | BePink Simona Frapporti Silvia Valsecchi                                | GS Forestale Giorgia Bronzini Annalisa Cucinotta               | Mixte Beatrice Bartelloni Barbara Guarischi                          |
| 2014  | -- Maila Andreotti Annalisa Cucinotta                                   | Astana BePink Simona Frapporti Silvia Valsecchi                | -- Beatrice Bartelloni Marta Bastianelli                             |
| 2015  | Mixte Maila Andreotti Simona Frapporti                                  | Mixte Annalisa Cucinotta Beatrice Bartelloni Francesca Pattaro | Mixte Maria Vittoria Sperotto Giulia Donato                          |
| 2016  | GS Fiamme Azzurre Marta Bastianelli Simona Frapporti                    | Mixte Maila Andreotti Rachele Barbieri                         | Mixte Maria Vittoria Sperotto Miriam Vece                            |
| 2022  | Mixte Rachele Barbieri Elena Bissolati Martina Fidanza                  | Mixte Martina Alzini Miriam Vece Giada Capobianchi             | Mixte Valentina Basilico Lara Crestanello Sara Fiorin                |
| 2023  | Mixte Giada Capobianchi Valentina Scandolara Miriam Vece Martina Alzini | Mixte Martina Fidanza Carola Ratti Sara Fiorin Elena Bissolati | Mixte Rebecca Vezzoci Irene Oneda Martina Puiatti Beatrice Bertolini |

#### Poursuite individuelle
| Année | Vainqueur            | Deuxième               | Troisième                 |
| ----- | -------------------- | ---------------------- | ------------------------- |
| 1966  | Florinda Parenti     |                        |                           |
| 1967  | Morena Tartagni      |                        |                           |
| 1968  | Morena Tartagni      | Elisabetta Maffeis     | Maria Cressari            |
| 1969  | Morena Tartagni      | Elisabetta Maffeis     |                           |
| 1970  | Morena Tartagni      | Riva                   | Dol. Farris               |
| 1971  | Morena Tartagni      | Elisabetta Maffeis     | Maria Cressari            |
| 1972  | Morena Tartagni      | Maria Cressari         | Elisabetta Maffeis        |
| 1973  | Maria Cressari       | Morena Tartagni        | Luigina Bissoli           |
| 1974  | Maria Cressari       | Giuseppa Micheloni     | Luigina Bissoli           |
| 1975  | Luigina Bissoli      | Giuseppa Micheloni     | Morena Tartagni           |
| 1976  | Luigina Bissoli      | Morena Tartagni        | Bruna Cancelli            |
| 1977  | Luigina Bissoli      | Giuseppa Micheloni     | Morena Tartagni           |
| 1978  | Luigina Bissoli      | Rossella Galbiati      | Adalberta Marcuccetti     |
| 1979  | Luigina Bissoli      | Francesca Galli        | Rosanna Piantoni          |
| 1980  | Luigina Bissoli      | Francesca Galli        | Rossella Galbiati         |
| 1981  | Rossella Galbiati    | Francesca Galli        | Michela Tomasi            |
| 1982  | Rossella Galbiati    | Patrizia Spadaccini    | Maria Canins              |
| 1983  | Rossella Galbiati    | Benettolo              | Rosanna Piantoni          |
| 1984  | Rossella Galbiati    | Patrizia Spadaccini    | Francesca Galli           |
| 1985  | Rossella Galbiati    |                        |                           |
| 1986  | Imelde Galbiati      |                        |                           |
| 1987  | Rossella Galbiati    |                        |                           |
| 1988  | Francesca Galli      |                        |                           |
| 1989  | Maria Canins         |                        |                           |
| 1990  | Francesca Galli      |                        |                           |
| 1991  | Gabriella Pregnolato |                        |                           |
| 1992  | Gabriella Pregnolato | Antonella Bellutti     | Eloisa Schiavetti         |
| 1993  | Gabriella Pregnolato | Imelda Chiappa         | Eloisa Schiavetti         |
| 1994  | Antonella Bellutti   | Rebecca Hart           | Samanta Costa             |
| 1995  | Antonella Bellutti   | Gabriella Pregnolato   | Imelda Chiappa            |
| 1996  | Antonella Bellutti   | Alessandra Cappellotto | Valeria Bonaiti           |
| 1997  | Antonella Bellutti   | Roberta Ferrero        | Claudia Marsilio          |
| 1998  | Antonella Bellutti   | Gabriella Pregnolato   | Samanta Loschi            |
| 1999  | Antonella Bellutti   |                        |                           |
| 2000  | Antonella Bellutti   | Luisa Tamanini         | Giovanna Troldi           |
| 2001  |                      |                        |                           |
| 2002  | Vera Carrara         | Alessandra Borchi      | Emanuela Brigati          |
| 2003  | Giovanna Troldi      | Vera Carrara           | Alessandra Borchi         |
| 2004  | Giovanna Troldi      | Silvia Valsecchi       | Lisa Gatto                |
| 2005  | Lisa Gatto           | Rebecca Bertolo        | Giovanna Troldi           |
| 2006  | Silvia Valsecchi     | Giovanna Troldi        | Monia Baccaille           |
| 2007  | Tatiana Guderzo      | Silvia Valsecchi       | Monia Baccaille           |
| 2008  | Silvia Valsecchi     | Monia Baccaille        | Laura Doria               |
| 2009  | Tatiana Guderzo      | Silvia Valsecchi       | Laura Doria               |
| 2010  | Tatiana Guderzo      | Silvia Valsecchi       | Marta Bastianelli         |
| 2011  | Silvia Valsecchi     | Simona Frapporti       | Tatiana Guderzo           |
| 2012  | Simona Frapporti     | Beatrice Bartelloni    | Silvia Valsecchi          |
| 2014  | Silvia Valsecchi     | Tatiana Guderzo        | Maria Giulia Confalonieri |
| 2015  | Silvia Valsecchi     | Beatrice Bartelloni    | Simona Frapporti          |
| 2016  | Simona Frapporti     | Silvia Valsecchi       | Francesca Pattaro         |
| 2022  | Martina Alzini       | Vittoria Bussi         | Matilde Bertolini         |
| 2023  | Letizia Paternoster  | Vittoria Bussi         | Martina Alzini            |

#### Poursuite par équipes
| Année | Vainqueur                                                                                 | Deuxième                                                                               | Troisième                                                                                                |
| ----- | ----------------------------------------------------------------------------------------- | -------------------------------------------------------------------------------------- | --- |
| 2008  | Mixte Laura Doria Monia Baccaille Marta Tagliaferro                                       | Lazio Giorgia Bronzini Annalisa Cucinotta Alessandra D'Ettorre                         | Mixte Alessandra Borchi Laura Basso Annamaria Scafetta                                                   |
| 2009  | G.S. Fiamme Azzurre Monia Baccaille Tatiana Guderzo Marta Tagliaferro                     | Selle Italia-Ghezzi ASD Giada Borgato Gloria Presti Silvia Valsecchi                   | Mixte Laura Basso Laura Doria Stefania Vecchio                                                           |
| 2010  | G.S. Fiamme Azzurre Monia Baccaille Marta Bastianelli Tatiana Guderzo                     | ASD G.S. Top Girls Valentina Bastianelli Gloria Presti Silvia Valsecchi                | Mixte Laura Basso Laura Doria Erica Olia                                                                 |
| 2011  | ASD G.S. Top Girls Simona Frapporti Gloria Presti Silvia Valsecchi                        | G.S. Fiamme Azzurre Monia Baccaille Tatiana Guderzo Marta Tagliaferro                  | Mixte Giada Borgato Alessandra D'Ettorre Giulia Donato                                                   |
| 2012  | Mixte Beatrice Bartelloni Maria Giulia Confalonieri Chiara Vannucci                       | BePink Giulia Donato Simona Frapporti Silvia Valsecchi                                 | G.S. Fiamme Azzurre Marta Bastianelli Elena Cecchini Marta Tagliaferro                                   |
| 2013  | Mixte Tatiana Guderzo Elena Cecchini Marta Tagliaferro Beatrice Bartelloni                | Mixte Maria Giulia Confalonieri Simona Frapporti Silvia Valsecchi Chiara Vannucci      | Mixte Ana Maria Covrig Michela Pavin Laura Basso Alessandra D'Ettorre                                    |
| 2014  | Mixte Tatiana Guderzo Elena Cecchini Marta Tagliaferro Beatrice Bartelloni                | BePink Ana Maria Covrig Simona Frapporti Silvia Valsecchi Michela Maltese              | Mixte Annalisa Cucinotta Maria Giulia Confalonieri Francesca Pattaro Arianna Fidanza                     |
| 2015  | Mixte Tatiana Guderzo Elena Cecchini Marta Bastianelli Simona Frapporti Marta Tagliaferro | Mixte Annalisa Cucinotta Beatrice Bartelloni Arianna Fidanza Maria Giulia Confalonieri | Fast Team Threeface Carmela Cipriani Daniela Magnetto Allietta Francesca Pattaro Maria Vittoria Sperotto |
| 2016  | G.S. Fiamme Azzurre Tatiana Guderzo Elena Cecchini Marta Bastianelli Simona Frapporti     | BePink Ilaria Sanguineti Francesca Pattaro Michela Maltese Silvia Valsecchi            | Mixte Maria Vittoria Sperotto Martina Alzini Rachele Barbieri Claudia Cretti                             |
| 2022  | G.S. Fiamme Azzurre Martina Alzini Rachele Barbieri Chiara Consonni Martina Fidanza       | BePink Valentina Basilico Matilde Bertolini Lara Crestanello Matilde Vitillo           | Mixte Valentina Scandolara Beatrice Caudera Milena Del Sarto Pirsca Savi                                 |
| 2023  | Mixte Martina Alzini Martina Fidanza Sara Fiorin Francesca Pellegrini                     | Mixte Giorgia Serena Valentina Scandolara Beatrice Caudera Emma Redaelli               | Mixte Elena Bissolati Giada Capobianchi Irene Oneda Martina Puiatti                                      |

#### Course aux points
| Année | Vainqueur                 | Deuxième               | Troisième                 |
| ----- | ------------------------- | ---------------------- | ------------------------- |
| 1990  | Francesca Galli           |                        |                           |
| 1991  | Eloisa Schiavetti         |                        |                           |
| 1992  | Eloisa Schiavetti         | Rossella Galbiati      | Laura Calliope            |
| 1993  | Simona Muzzioli           | Imelda Chiappa         | Sara Felloni              |
| 1994  | Roberta Bonanomi          | Roberta Ferrero        | Rebecca Hart              |
| 1995  | Nada Cristofoli           | Sara Felloni           | Imelda Chiappa            |
| 1996  | Simona Muzzioli           | Alessandra Cappellotto | Roberta Bonanomi          |
| 1997  | Antonella Bellutti        | Giovanna Troldi        | Alessandra D'Ettorre      |
| 1998  | Gabriella Pregnolato      | Giovanna Troldi        | Nada Cristofoli           |
| 1999  | Vera Carrara              |                        |                           |
| 2000  | Giovanna Troldi           | Antonella Bellutti     | Luisa Tamanini            |
| 2001  |                           |                        |                           |
| 2002  | Vera Carrara              | Lisa Gatto             | Katia Longhin             |
| 2003  | Laura Pisaneschi          | Milena Pirola          | Giorgia Bronzini          |
| 2004  | Emanuela Brigati          | Silvia Valsecchi       | Laura Pisaneschi          |
| 2005  | Alessandra Borchi         | Rebecca Bertolo        | Annalisa Cucinotta        |
| 2006  | Alessandra D'Ettorre      | Vera Carrara           | Silvia Valsecchi          |
| 2007  | Vera Carrara              | Alessandra D'Ettorre   | Marina Romoli             |
| 2008  | Giorgia Bronzini          | Eleonora Soldo         | Marta Tagliaferro         |
| 2009  | Giorgia Bronzini          | Silvia Valsecchi       | Valentina Scandolara      |
| 2010  | Giorgia Bronzini          | Silvia Valsecchi       | Monia Baccaille           |
| 2011  | Monia Baccaille           | Giorgia Bronzini       | Gloria Presti             |
| 2012  | Giorgia Bronzini          | Marta Tagliaferro      | Simona Frapporti          |
| 2013  | Elena Cecchini            | Barbara Guarischi      | Tatiana Guderzo           |
| 2014  | Tatiana Guderzo           | Simona Frapporti       | Annalisa Cucinotta        |
| 2015  | Simona Frapporti          | Elena Cecchini         | Tatiana Guderzo           |
| 2016  | Maria Giulia Confalonieri | Simona Frapporti       | Silvia Valsecchi          |
| 2021  | Rachele Barbieri          | Silvia Zanardi         | Maria Giulia Confalonieri |
| 2023  | Martina Alzini            | Elena Cecchini         | Lara Crestanello          |

#### Américaine
| Année | Vainqueur                               | Deuxième                         | Troisième                           |
| ----- | --------------------------------------- | -------------------------------- | ----------------------------------- |
| 2018  | Elisa Balsamo Maria Giulia Confalonieri | Marta Cavalli Chiara Consonni    | Simona Frapporti Tatiana Guderzo    |
| 2021  | Martina Fidanza Rachele Barbieri        | Elisa Balsamo Vittoria Guazzini  | Chiara Consonni Letizia Paternoster |
| 2022  | Martina Fidanza Rachele Barbieri        | Valentina Scandolara Sara Fiorin | Valentina Basilico Matilde Vitillo  |
| 2023  | Martina Fidanza Martina Alzini          | Valentina Scandolara Sara Fiorin | Lara Crestanello Elena Bissolati    |

#### Scratch
| Année | Vainqueur            | Deuxième                  | Troisième               |
| ----- | -------------------- | ------------------------- | ----------------------- |
| 2002  | Lisa Gatto           | Alessandra D'Ettorre      | Katia Longhin           |
| 2003  | Giovanna Troldi      | Giorgia Bronzini          | Eleonora Soldo          |
| 2004  | Annamaria Scafetta   | Daniela Fusar Poli        | Giovanna Troldi         |
| 2005  | Lisa Gatto           | Eleonora Soldo            | Elisa Frisoni           |
| 2006  | Alessandra D'Ettorre | Vera Carrara              | Monia Baccaille         |
| 2007  | Annalisa Cucinotta   | Vera Carrara              | Monia Baccaille         |
| 2008  | Monia Baccaille      | Alessandra D'Ettorre      | Alessandra Borchi       |
| 2009  | Elisa Frisoni        | Giorgia Bronzini          | Barbara Guarischi       |
| 2010  | Giorgia Bronzini     | Elisa Frisoni             | Barbara Guarischi       |
| 2011  | Tatiana Guderzo      | Giorgia Bronzini          | Elena Cecchini          |
| 2012  | Silvia Valsecchi     | Giulia Donato             | Barbara Guarischi       |
| 2013  | Annalisa Cucinotta   | Marta Tagliaferro         | Laura Basso             |
| 2014  | Silvia Valsecchi     | Annalisa Cucinotta        | Marta Tagliaferro       |
| 2015  | Silvia Valsecchi     | Elena Cecchini            | Arianna Fidanza         |
| 2016  | Simona Frapporti     | Rachele Barbieri          | Maria Vittoria Sperotto |
| 2021  | Martina Alzini       | Maria Giulia Confalonieri | Matilde Vitillo         |
| 2022  | Martina Fidanza      | Chiara Consonni           | Barbara Guarischi       |
| 2023  | Martina Fidanza      | Martina Alzini            | Elena Bissolati         |

#### Omnium
| Année     | Vainqueur         | Deuxième                  | Troisième                 |
| --------- | ----------------- | ------------------------- | ------------------------- |
| 2009      | Monia Baccaille   | Valentina Scandolara      | Marta Tagliaferro         |
| 2010      | Monia Baccaille   | Marta Tagliaferro         | Gloria Presti             |
| 2011      | Monia Baccaille   | Simona Frapporti          | Silvia Valsecchi          |
| 2012      | Giulia Donato     | Simona Frapporti          | Maria Giulia Confalonieri |
| 2013      | Marta Tagliaferro | Annalisa Cucinotta        | Giulia Donato             |
| 2014      | Simona Frapporti  | Annalisa Cucinotta        | Tatiana Guderzo           |
| 2015      | Simona Frapporti  | Marta Bastianelli         | Beatrice Bartelloni       |
| 2016      | Simona Frapporti  | Tatiana Guderzo           | Francesca Pattaro         |
| 2017      | non-disputé       | non-disputé               | non-disputé               |
| 2018      | Rachele Barbieri  | Maria Giulia Confalonieri | Chiara Consonni           |
| 2019-2020 | non-disputés      | non-disputés              | non-disputés              |
| 2021      | Elisa Balsamo     | Chiara Consonni           | Rachele Barbieri          |
| 2022      | Rachele Barbieri  | Chiara Consonni           | Martina Fidanza           |
| 2023      | Martina Fidanza   | Silvia Zanardi            | Martina Alzini            |

#### Course par élimination
| Année | Vainqueur        | Deuxième        | Troisième                 |
| ----- | ---------------- | --------------- | ------------------------- |
| 2021  | Rachele Barbieri | Silvia Zanardi  | Maria Giulia Confalonieri |
| 2022  | Martina Fidanza  | Chiara Consonni | Rachele Barbieri          |
| 2023  | Silvia Zanardi   | Chiara Consonni | Martina Fidanza           |

#### Derny
| Année | Vainqueur      | Deuxième         | Troisième        |
| ----- | -------------- | ---------------- | ---------------- |
| 2021  | Martina Alzini | Aurora Mantovani | Sofia Collinelli |

### Juniors Hommes

#### Américaine
| Année | Vainqueur                            | Deuxième                               | Troisième                              |
| ----- | ------------------------------------ | -------------------------------------- | -------------------------------------- |
| 2002  | Roberto Borgato Mirko Bresaola       |                                        |                                        |
| 2003  | Gianpolo Biolo Lamberto Rossato      | Enrico Biondi Igor Marangotto          | Andrea Bini Mattia Thiene              |
| 2004  | Jacopo Guarnieri Daniele Menaspà     | Andrea Bini Mattia Thiene              | Marco Griggi Nicola Manca              |
| 2005  | Stefano Castoldi Jacopo Guarnieri    | Simone Pasolini Nicola Rocchi          | Fabrizio Libonati Guido Pigato         |
| 2006  | Tomas Alberio Elia Viviani           | Davide Calligaro Davide Cimolai        | Matteo Bugno Nicolò Martinello         |
| 2007  | Nicolò Martinello Elia Viviani       | Christian Delle Stelle Matteo Pelucchi | Giorgio Bocchiola Giacomo Nizzolo      |
| 2008  | Ivan Balykin Luca Pirini             | Dario Sonda Marco Zenari               | Manuel Cazzaro Elia Ongaretto          |
| 2009  | Nicolò Rocchi Dario Sonda            | Elia Ongaretto Christian Visentin      | Sebastiano Frassetto Thomas Martinato  |
| 2010  | Maurizio Damiano Luca Pacioni        | Giovanni Longo Alvise Zanasca          | Simone Oselin Michele Scartezzini      |
| 2011  | Matteo Alban Riccardo Donato         | Simone Consonni Michael Zanetti        | Francesco Lamon Giovanni Longo         |
| 2012  | Matteo Alban Riccardo Donato         | Francesco Lamon Riccardo Minali        | Alessio Gnan Lorenzo Trabucco          |
| 2013  | Davide Plebani Gianmarco Begnoni     | Giacomo Garavaglia Matteo Moschetti    | Gabriele Raco Mattia Viel              |
| 2014  | Giacomo Garavaglia Matteo Moschetti  | Gabriele Raco Matteo Sobrero           | Gianmarco Begnoni Imerio Cima          |
| 2015  | Nicolò Gozzi Matteo Donegà           | Moreno Marchetti Carloalberto Giordani | Filippo Della Bianca Filippo Ferronato |
| 2016  | Nicolò Gozzi Matteo Donegà           | Michele Gazzoli Stefano Oldani         | Moreno Marchetti Filippo Ferronato     |
| 2020  | Manlio Moro Alessio Portello         | Samuel Quaranta Lorenzo Balestra       | Giosuè Epis Lorenzo Gobbo              |
| 2021  | Dario Igor Belletta Lino Colosio     | Lorenzo Anniballi Luca Collinelli      | Diego Barriviera Riccardo Grando       |
| 2022  | Lorenzo Anniballi Filippo Fiorentini | Alessio Delle Vedove Mattia Negrente   | Dario Igor Belletta Matteo Fiorin      |
| 2023  | Mattia Negrente Eros Sporzon         | Davide Stella David Zanutta            | Matteo Fiorin Juan David Sierra        |

#### Kilomètre
| Année | Vainqueur           | Deuxième              | Troisième         |
| ----- | ------------------- | --------------------- | ----------------- |
| 1977  | Leonardo Giorlando  |                       |                   |
| 1978  | Guido Bontempi      |                       |                   |
| 1979  | Giovanni Mantovani  |                       |                   |
| 1981  | Stefano Baudino     |                       |                   |
| 1982  | Salvini             |                       |                   |
| 1983  | Ettore Costantini   |                       |                   |
| 1984  | Antonio Fanelli     |                       |                   |
| 1985  | Silvio Boarin       |                       |                   |
| 1986  | Franco Roat         |                       |                   |
| 1987  | Franco Roat         |                       |                   |
| 1988  | Alessandro Coden    |                       |                   |
| 1989  | Gian Marco Agostini |                       |                   |
| 1990  | Adler Capelli       |                       |                   |
| 1991  | Adler Capelli       | Fulvio Frigo          | Mario Benetton    |
| 1992  | Cristian Bianchini  |                       |                   |
| 1993  | Cristian Bianchini  |                       |                   |
| 1994  | Rota                |                       |                   |
| 1995  | Luca Cortellazzi    |                       |                   |
| 2002  | Adriano Ricciutelli |                       |                   |
| 2003  | Andrea Lusetti      | Alessandro Bernardini | Cristian Terpin   |
| 2004  | Daniele Menaspà     | Francesco Kanda       | Jacopo Guarnieri  |
| 2005  | Alessandro Cantone  | Guido Pigato          | Simone Pasolini   |
| 2006  | Stefano Presello    | Andrea Guardini       | Simone Frigato    |
| 2007  | Matteo Pelucchi     | Stefano Presello      | Marco Berneri     |
| 2008  | Loris Paoli         | Daniele Neroni        | Eugenio Alafaci   |
| 2009  | Loris Paoli         | Rino Gasparrini       | Valerio Catellini |
| 2010  | Rino Gasparrini     | Davide Ceci           | Alex Paoli        |
| 2011  | Davide Ceci         | Alex Paoli            | Michael Dell'Onte |
| 2012  | Jakub Mareczko      | Alberto Dell'Aglio    | Michael Dell'Onte |
| 2013  | Alberto Dell'Aglio  | Matteo Buono          | Filippo Calderaro |
| 2014  | Stefano Moro        | Mattia Geroli         | Filippo Calderaro |
| 2015  | Stefano Moro        | Imerio Cima           | Nicolò Gozzi      |
| 2016  | Gabriel Marchesan   | Davide Adamo          | Andrea Mantovani  |
| 2017  | non disputé         | non disputé           | non disputé       |
| 2018  | Davide Boscaro      | Matteo Bianchi        | Amin Crognale     |
| 2020  | Daniele Napolitano  | Niccolò Galli         | Manlio Moro       |
| 2022  | Mattia Predomo      | Luca Giaimi           | Stefano Minuta    |
| 2023  | Matteo Fiorin       | Luca Giaimi           | Etienne Grimod    |
| 2024  | Davide Stella       | Ares Costa            | Fabio Del Medico  |

#### Course à l'élimination
| Année | Vainqueur           | Deuxième          | Troisième            |
| ----- | ------------------- | ----------------- | -------------------- |
| 2020  | Manlio Moro         | Samuel Quaranta   | Luca Collinelli      |
| 2021  | Dario Igor Belletta | Luca Collinelli   | Alessandro Sala      |
| 2022  | Matteo Fiorin       | Lorenzo Anniballi | Alessio Delle Vedove |
| 2023  | Matteo Fiorin       | Davide Stella     | Florian Zambianchi   |

#### Course aux points
| Année | Vainqueur           | Deuxième           | Troisième          |
| ----- | ------------------- | ------------------ | ------------------ |
| 1991  | Marco Zanotti       | Fabio Masotti      | Mario Benetton     |
| 2000  | Juri Chiementin     | Meda               | Claudio Cucinotta  |
| 2002  | Adriano Ricciutelli |                    |                    |
| 2003  | Gianpolo Biolo      | Daniele Stocco     | Andrea Pinos       |
| 2004  | Daniele Menaspà     | Enrico Biondi      | Jacopo Guarnieri   |
| 2005  | Jacopo Guarnieri    | Guido Pigato       | Raffaele Balducci  |
| 2006  | Thomas Bertolini    | Fabrizio Braggion  | Andrea Guardini    |
| 2007  | Luca Chesini        | Davide Cimolai     | Giorgio Bocchiola  |
| 2008  | Alfredo De Maio     | Luca Rinaldi       | Andrew Bonsi       |
| 2009  | Liam Bertazzo       | Elia Ongaretta     | Jacopo Malatesta   |
| 2010  | Michele Scartezzini | Thomas Martinato   | Andrea Meggiorini  |
| 2011  | Nicolas Marini      | Michael Bresciani  | Lorenzo Olivetto   |
| 2012  | Matteo Alban        | Michael Bresciani  | Gianmarco Serri    |
| 2013  | Giovanni Pedretti   | Alessio Zama       | Simone Cattaneo    |
| 2014  | Federico Orlandi    | Mirco Sartori      | Luca Limone        |
| 2015  | Leonardo Marchiori  | Nicolò Brescianini | Matteo Donegà      |
| 2016  | Moreno Marchetti    | Stefano Baffi      | Jacopo Cavicchioli |
| 2017  | non disputé         | non disputé        | non disputé        |
| 2020  | Alessio Portello    | Manlio Moro        | Marco Cao          |
| 2022  | Dario Igor Belletta | Filippo Fiorentini | Pietro Dapporto    |
| 2023  | Juan David Sierra   | Valentino Kamberaj | Riccardo Biondani  |

#### Poursuite individuelle
| Année | Vainqueur            | Deuxième             | Troisième            |
| ----- | -------------------- | -------------------- | -------------------- |
| 1990  | Adler Capelli        |                      |                      |
| 1991  | Adler Capelli        | Mauro Corino         | Rosi                 |
| 2001  | Maicol Valgiusti     |                      |                      |
| 2002  | Alan Marangoni       |                      |                      |
| 2003  | Federico Bontorin    | Emanuele Zanni       | Mirko Masola         |
| 2004  | Daniel Oss           | Gianni Da Ros        | Emanuele Zanni       |
| 2005  | Alessandro Cantone   | Daniel Oss           | Daniele Rota         |
| 2006  | Marco Coledan        | Simone Frigato       | Davide Cimolai       |
| 2007  | Paolo Locatelli      | Davide Cimolai       | Luca Pirini          |
| 2008  | Eugenio Alafaci      | Luca Pirini          | Piero Baffi          |
| 2009  | Nicolò Rocchi        | Michele Scartezzini  | Gian Luca Remondi    |
| 2010  | Ignazio Moser        | Paolo Simion         | Filippo Ranzi        |
| 2011  | Davide Martinelli    | Giovanni Longo       | Francesco Castegnaro |
| 2012  | Francesco Lamon      | Niccolò Pacinotti    | Simone Consonni      |
| 2013  | Edoardo Affini       | Filippo Ganna        | Matteo Moschetti     |
| 2014  | Filippo Ganna        | Matteo Moschetti     | Giacomo Garavaglia   |
| 2015  | Mattia Cristofaletti | Daniele Chiarini     | Nicolò Brescianini   |
| 2016  | Mattia Pezzarini     | Gabriel Marchesan    | Fabio Mazzucco       |
| 2017  | non disputé          | non disputé          | non disputé          |
| 2021  | Andrea Violato       | Bryan Olivo          | Diego Barriviera     |
| 2022  | Luca Giaimi          | Alessio Delle Vedove | Etienne Grimod       |
| 2023  | Luca Giaimi          | Renato Favero        | Etienne Grimod       |

#### Poursuite par équipes
| Année | Vainqueur                                                                                        | Deuxième                                                                                                  | Troisième                                                                                        |
| ----- | ------------------------------------------------------------------------------------------------ | --- | ------------------------------------------------------------------------------------------------ |
| 1991  | Piémont Walter Berruto Ezio Corino Mauro Corino Fulvio Frigo                                     | Émilie-Romagne                                                                                            | Vénétie                                                                                          |
| 1997  | Émilie-Romagne A                                                                                 | |                                                                                                  |
| 2002  | Émilie-Romagne Andrea Lusetti Samuel Marangoni Matteo Montaguti Luca Montanari                   | |                                                                                                  |
| 2003  | Vénétie Gianpolo Biolo Federico Bontorin Mirko Masola Lamberto Rossato                           | Frioul-Vénétie julienne Giulio Basso Alex Buttazzoni Andrea Pinos Daniele Stocco                          | Émilie-Romagne B Antonio Cattivelli Andrea Lusetti Samuel Marangoni Emanuele Zanni               |
| 2004  | Émilie-Romagne Enrico Palli Simone Pasolini Gabriele Tassinari Emanuele Zanni                    | Venétie Andrea Bini Davide Bonomi Federico Bontorin Massimo Sanavia                                       | Trentin-Haut-Adige Daniel Kaneider Daniel Oss Andrea Piechele Nicola Piechele                    |
| 2005  | Émilie-Romagne Alessandro Cantone Simone Mattiacci Simone Pasolini Nicola Rocchi                 | Lombardie Stefano Castoldi Nicola Dal Santo Andrea Montagna Daniele Rota                                  | Vénétie Marco Benfatto Mattia Ceola Mattia Pelizzari Damiano Sassaro                             |
| 2006  | Émilie-Romagne Francesco Barattieri Simone Frigato Raffaele Maccari Adriano Malori               | Vénétie A Marco Benfatto Thomas Bertolini Marco Coledan Elia Viviani                                      | Frioul-Vénétie julienne Davide Calligaro Davide Cimolai Piergiacomo Marcolina Kevin Petter       |
| 2007  | Vénétie Filippo Fortin Mario Sgrinzato Mirko Tedeschi Elia Viviani                               | Lombardie A Eugenio Alafaci Giorgio Bocchiola Mattia Cattaneo Giacomo Nizzolo                             | Émilie-Romagne Ivan Balykin Michele Giglio Alex Malavasi Luca Pirini                             |
| 2008  | Émilia-Romagne A Ivan Balykin Danilo Besagni Alberto Petitto Luca Pirini                         | Lombardie A Eugenio Alafaci Piero Baffi Mattia Cattaneo Lorenzo Lancini Mirko Nosotti                     | Vénétie A Davide Magon Nicolò Rocchi Dario Sonda Isacco Tacchella                                |
| 2009  | Vénétie A Liam Bertazzo Nicolò Rocchi Paolo Simion Dario Sonda                                   | Émilie-Romagne A Danilo Besagni Mattia Cavallari Mirco Maestri Gian Luca Remondi                          | Émilie-Romagne B Maurizio Damiano Vito Salatiello Manuel Senni Eduard Stoianov                   |
| 2010  | Vénétie A Liam Bertazzo Daniele De Danieli Michele Scartezzini Paolo Simion                      | Émilie-Romagne A Maurizio Damiano Luca Pacioni Filippo Ranzi Eric Ravaioli                                | Ligurie Davide Belletti Niccolò Bonifazio Gabriele Cuneo Jacopo Malatesta                        |
| 2011  | Vénétie A Matteo Alban Riccardo Donato Francesco Lamon Giovanni Longo                            | Lombardie A Michael Bresciani Damiano Cima Simone Consonni Davide Martinelli                              | Émilie-Romagne Enrico Filippi Michele Maggi Luca Pacioni Filippo Ranzi                           |
| 2012  | Vénétie Matteo Alban Riccardo Donato Francesco Lamon Giacomo Peroni                              | Lombardie Michele Bicelli Michael Bresciani Simone Consonni Michael Frapporti                             | Frioul-Vénétie julienne Elia Botosso Marco Corrà Alberto Nicodemo Charly Petelin Enrico Salvador |
| 2013  | Lombardie A Davide Plebani Giacomo Garavaglia Giovanni Pedretti                                  | Vénétie Attilio Viviani Filippo Calderaro Riccardo Minali Edoardo Affini                                  | Piémont Mirko Torta Mattia Viel Filippo Ganna Davide Ostorero Gabriele Raco                      |
| 2014  | Lombardie Giovanni Pedretti Imerio Cima Giacomo Garavaglia Matteo Moschetti                      | Piémont Luca Limone Gabriele Raco Filippo Ganna Matteo Sobrero Davide Ostorero                            | Vénétie Cristian Frezza Simone Bevilacqua Filippo Calderaro Carloalberto Giordani                |
| 2015  | Lombardie A Nicolò Brescianini Stefano Moro Imerio Cima Stefano Baffi Stefano Oldani             | Vénétie A Simone Bevilacqua Moreno Marchetti Carloalberto Giordani Enrico Zanoncello Mattia Cristofaletti | Frioul Mattia Pezzarini Gabriel Marchesan Christian Moratti Alberto Giuriato                     |
| 2016  | Frioul A Mattia Pezzarini Nicola Venchiarutti Gabriel Marchesan Emanuele Amadio Alberto Giuriato | Émilie-Romagne Nicolò Gozzi Giovanni Aleotti Jacopo Cavicchioli Matteo Donegà                             | Lombardie Andrea Cesaro Filippo Pastorelli Paolo Castelli Davide Ferrari Michele Gazzoli         |
| 2017  | non disputé                                                                                      | non disputé                                                                                               | non disputé                                                                                      |
| 2020  | Frioul A Manlio Moro Alessio Portello Bryan Olivo Jacopo Cia Alessandro Malisan                  | Émilie-Romagne Luca Colinelli Nicolò Galli Mattia Casadei Francesco Calì Luca Varroni                     | Frioul B Daniel Skerl Matteo Menegaldo Diego Barriviera Lorenzo Ursella Matteo Milan             |
| 2022  | Vénétie Alessio Delle Vedove Renato Favero Mattia Negrente Cristiano Rosso                       | Lombardie Luca Rinaldi Andrea Cocca Angelo Monister Dario Igor Belletta Matteo Fiorin                     | Tommaso Alunni Edoardo Burani Samuele Scappini Tommaso Brunori                                   |
| 2023  | Lombardie Matteo Fiorin Etienne Grimod Juan David Sierra Samuele Alari                           | Vénétie Renato Favero Mattia Negrente Filippo Cettolin Jacopo Sasso                                       | Frioul Lorenzo Unfer Davide Stella David Zanutta Gioele Faggaianato                              |

#### Keirin
| Année | Vainqueur             | Deuxième           | Troisième            |
| ----- | --------------------- | ------------------ | -------------------- |
| 2002  | Samuele Marzoli       |                    |                      |
| 2003  | Alessandro Bernardini | Francesco Kanda    | Enrico Biondi        |
| 2004  | Mattia Thiene         | Francesco Kanda    | Daniele Cecchini     |
| 2005  | Fabrizio Braggion     | Daniele Cecchini   | Luca Del Ben         |
| 2006  | Matteo Pelucchi       | Elia Viviani       | Luca Del Ben         |
| 2007  | Matteo Pelucchi       | Giacomo Nizzolo    | Daniele Neron        |
| 2008  | Alex Marchesini       | Valerio Catellini  | Andrea Prati         |
| 2009  | Rino Gasparrini       | Valerio Catellini  | Sebastiano Frassetto |
| 2010  | Rino Gasparrini       | Davide Ceci        | Giacomo Del Rosario  |
| 2011  | Davide Ceci           | Mauro Catellini    | Michael Dell'Onte    |
| 2012  | Paolo Marchese        | Michael Dell'Onte  | Nicolò Arati         |
| 2013  | Riccardo Minali       | Alberto Dell'Aglio | Mirko Torta          |
| 2014  | Mattia Geroli         | Manuel Gambuto     | Andrea Tomassini     |
| 2015  | Mattia Geroli         | Gianluca Sfascia   | Andrea Zorzetto      |
| 2016  | Nicolò Gozzi          | Lorenzo Davini     | Simone Rivarossa     |
| 2017  | non disputé           | non disputé        | non disputé          |
| 2018  | Marco Viero           | Davide Boscaro     | Riccardo Baratella   |
| 2020  | Lorenzo Ursella       | Daniele Napolitano | Luca Collinelli      |
| 2022  | Fabio Del Medico      | Valentino Kamberaj | Davide Maifredi      |
| 2023  | Mattia Predomo        | Marco Morgante     | Milo Marcolli        |
| 2024  | Davide Stella         | Christian Quaglio  | Thomas Melotto       |

#### Omnium
| Année | Vainqueur           | Deuxième            | Troisième          |
| ----- | ------------------- | ------------------- | ------------------ |
| 2008  | Loris Paoli         | Nicolò Rocchi       | Lorenzo Lancini    |
| 2009  | Loris Paoli         | Danilo Besagni      | Ivan Belotti       |
| 2010  | Jacopo Malatesta    | Kabir Lenzi         | Giovanni Longo     |
| 2011  | Francesco Lamon     | Matteo Malucelli    | Nicolas Marini     |
| 2012  | Riccardo Minali     | Matteo Alban        | Michael Bresciani  |
| 2013  | Riccardo Minali     | Attilio Viviani     | Matteo Fabbro      |
| 2014  | Gianmarco Begnoni   | Attilio Viviani     | Vincenzo Albanese  |
| 2015  | Luca Mozzato        | Matteo Donegà       | Filippo Ferronato  |
| 2016  | Matteo Donegà       | Andrea Cesaro       | Matteo Furlan      |
| 2017  | Giulio Masotto      | Gabriele Zadra      | Tommaso Nencini    |
| 2018  | Davide Boscaro      | Tommaso Nencini     | Edoardo Zambanini  |
| 2020  | Manlio Moro         | Alberto Bruttomesso | Vincenzo Russo     |
| 2022  | Dario Igor Belletta | Filippo Fiorentini  | Matteo Fiorin      |
| 2023  | Matteo Fiorin       | Davide Stella       | Valentino Kamberaj |

#### Scratch
| Année | Vainqueur                | Deuxième          | Troisième          |
| ----- | ------------------------ | ----------------- | ------------------ |
| 2002  | Domenicantonio Minichino |                   |                    |
| 2003  | Paolo Gallo              | Alex Buttazzoni   | Samuel Marangoni   |
| 2004  | Enrico Biondi            | Andrea Fusaz      | Daniel Oss         |
| 2005  | Mattia Ceola             | Stefano Castoldi  | Damiano Sassaro    |
| 2006  | Marco Benfatto           | Luca Del Ben      | Mattia Ceola       |
| 2007  | Giorgio Bocchiola        | Michele Piccoli   | Elia Viviani       |
| 2008  | Dario Sonda              | Elia Ongaretto    | Giacomo Vezzani    |
| 2009  | Dario Sonda              | Loris Paoli       | Jacopo Malatesta   |
| 2010  | Paolo Simion             | Jacopo Malatesta  | Thomas Martinato   |
| 2011  | Riccardo Donato          | Nicolas Marini    | Davide Gabburo     |
| 2012  | Riccardo Donato          | Gianmarco Serri   | Riccardo Terruzzi  |
| 2013  | Riccardo Terruzzi        | Mirco Sartori     | Gabriele Raco      |
| 2014  | Simone Bevilacqua        | Matteo Sobrero    | Giovanni Pedretti  |
| 2015  | Davide Finatti           | Stefano Moro      | Imerio Cima        |
| 2016  | Filippo Ferronato        | Stefano Baffi     | Matteo Donegà      |
| 2017  | non disputé              | non disputé       | non disputé        |
| 2022  | Matteo Fiorin            | Lorenzo Anniballi | Alessio Menghini   |
| 2023  | Matteo Fiorin            | Davide Stella     | Valentino Kamberaj |

#### Vitesse
| Année | Vainqueur          | Deuxième            | Troisième              |
| ----- | ------------------ | ------------------- | ---------------------- |
| 1975  | Giuseppe Saronni   |                     |                        |
| 1976  | Ottavio Dazzan     |                     |                        |
| 1977  | Mario Pavirani     |                     |                        |
| 1978  | Leonardo Giorlando |                     |                        |
| 1979  | Giovanni Mantovani |                     |                        |
| 1980  | Patrizio Rampazzo  |                     |                        |
| 1981  | Patrizio Rampazzo  |                     |                        |
| 1982  | Massimo Esposito   |                     |                        |
| 1983  | Roberto Nicotti    |                     |                        |
| 1984  | Roberto Nicotti    |                     |                        |
| 1985  | Silvio Boarin      |                     |                        |
| 1986  | Cristiano Gaiardo  |                     |                        |
| 1987  | Federico Paris     |                     |                        |
| 1988  | Gianluca Capitano  |                     |                        |
| 1989  | Gianluca Capitano  |                     |                        |
| 1990  | Roberto Chiappa    |                     |                        |
| 1991  | Roberto Chiappa    | Bondi               | Diego Cambareri        |
| 1992  | Ivan Quaranta      |                     |                        |
| 1993  | Gabriele Gentile   |                     |                        |
| 1994  | Carlo Buttarelli   |                     |                        |
| 1995  | Leonardo Branchi   |                     |                        |
| 1997  | Andrea Garavelli   |                     |                        |
| 2000  | Nicolò Marelli     | Trevisan            | Carini                 |
| 2002  | Samuele Marzoli    | Adriano Ricciutelli |                        |
| 2003  | Lino Ventrucci     | Adriano Ricciutelli | Alessandro Bernardini  |
| 2004  | Lino Ventrucci     | Francesco Kanda     | Daniele Quattrociocchi |
| 2005  | Federico Braggion  | Fabio Pavani        | Fabrizio Libonati      |
| 2006  |                    |                     |                        |
| 2007  | Andrea Guardini    | Matteo Pelucchi     | Stefano Presello       |
| 2008  | Andrea Prati       | Loris Paoli         | Daniele Neroni         |
| 2009  | Rino Gasparrini    | Loris Paoli         | Valerio Catellini      |
| 2010  | Omar Leardini      | Andrea Zorzetto     | Francesco Benotti      |
| 2011  | Davide Ceci        | Giacomo Del Rosario | Alex Paoli             |
| 2012  | Paolo Marchese     | Michael Dell'Onte   | Jakub Mareczko         |
| 2013  | Matteo Buono       | Matteo Del Rosario  | Matteo Cagol           |
| 2014  | Mattia Geroli      | Manuel Gambuti      | Matteo Del Rosario     |
| 2015  | Mattia Geroli      | Gianluca Sfascia    | Andrea Zorzetto        |
| 2016  | Paolo Castelli     | Lorenzo Davini      | Luca Giliberto         |
| 2017  | non disputé        | non disputé         | non disputé            |
| 2018  | Matteo Bianchi     | Riccardo Baratella  | Amin Crognale          |
| 2020  | Lorenzo Ursella    | Daniele Napolitano  | Filippo Dignani        |
| 2022  | Stefano Minuta     | Marco Morgante      | Samuele Ricca          |
| 2023  | Fabio Del Medico   | Davide Maifredi     | Simone Livrieri        |
| 2024  | Fabio Del Medico   | Thomas Melotto      | Christian Quaglio      |

#### Vitesse par équipes
| Année | Vainqueur                                                            | Deuxième                                                                    | Troisième                                                                         |
| ----- | -------------------------------------------------------------------- | --------------------------------------------------------------------------- | --------------------------------------------------------------------------------- |
| 1997  | Émilie-Romagne                                                       | Piémont Andrea Garavelli Simone Mazzarello Charlie Panza                    |                                                                                   |
| 2002  | Lombardie Carlo Maganza Adriano Ricciutelli Sebastiano Riva          | Vénétie Ricardo Maniscalco Alessandro Bernardini Luca D'Osvaldi             |                                                                                   |
| 2003  | Frioul-Vénétie julienne Giulio Basso Alex Buttazzoni Cristian Terpin | Lombardie Daniele Colombo Daniele Menaspà Marco Perego                      | Vénétie A Alessandro Bernardini Enrico Biondi Francesco Kanda                     |
| 2004  | Lombardie Stefano Castoldi Jacopo Guarnieri Daniele Menaspà          | Frioul-Vénétie julienne Daniele Cecchini Gianni Da Ros Andrea Martinelli    | Vénétie Francesco Kanda Mattia Thiene Lino Ventrucci                              |
| 2005  | Émilie-Romagne Alessandro Cantone Simone Mattiacci Simone Pasolini   | Lombardie Fabrizio Braggion Fabrizio Libonati Guido Pigato                  | Mixte Michael Ciavatta Marco Benfatto Paolo Mulatto                               |
| 2006  | Vénétie B Tomas Alberio Marco Benfatto Elia Viviani                  | Lombardie A Fabrizio Braggion Matteo Pelucchi Daniele Rota                  | Émilie-Romagne A Francesco Barattieri Simone Mattiacci Marino Pavan               |
| 2007  | Vénétie Andrea Guardini Stefano Melegaro Elia Viviani                | Frioul-Vénétie julienne Davide Cimolai Stefano Presiello Silvio Trabucco    | Lombardie Sonny Colbrelli Daniele Menini Giacomo Nizzolo                          |
| 2008  | Mixte Andrea Prati Daniele Neroni Loris Paoli                        | Émilie-Romagna A Danilo Besagni Valerio Catellini Andrea Zecchi             | Vénétie A Sebastiano Dal Cappello Stefano Malegaro Alex Marchesini Elia Ongaretto |
| 2009  | Vénétie Andrea Favaretto Paolo Simion Dario Sonda                    | Émilie-Romagna Danilo Besagni Valerio Catellini Andrea Zecchi               | Lombardie Federico Sala Andrea Vanotti Davide Villa                               |
| 2010  | Marches Davide Ceci Giacomo Del Rosario Rino Gasparrini              | Friouli-Vénétie julienne Daniele Botosso Davide Mian Dimitri Verardo        | Vénétie A Andrea Favaretto Simone Oselin Alvise Zanasca                           |
| 2011  | Marches Davide Ceci Giacomo Del Rosario Michael Dell'Onte            | Émilie-Romagne Sergiy Borakovskyy Mauro Catellini Matteo Malucelli          | Ligurie Niccolò Bonifazio Simone Gori Paolo Marchese                              |
| 2012  | Lombardie Michael Bresciani Alberto Dell'Aglio Jakub Mareczko        | Vénétie Francesco Lamon Riccardo Minali Giovanni Mirisola                   | Piémont Jure Onesti Mirko Torta Mattia Viel                                       |
| 2013  | Lombardie A Davide Plebani Gianmarco Begnoni Alberto Dell'Aglio      | Vénétie Attilio Viviani Riccardo Minali Giovanni Mirisola                   | Émilie-Romagne Matteo Buono Marco Morselli Marco Lenzi                            |
| 2014  | Vénétie A Attilio Viviani Francesco Toffoli Andrea Zorzetto          | Lombardie Stefano Moro Gianmarco Begnoni Mattia Geroli                      | Vénétie B Andrea Corrocher Nicolò Zanasca Enrico Zanoncello                       |
| 2015  | Lombardie Stefano Moro Imerio Cima Mattia Geroli                     | Vénétie A Andrea Zorzetto Nicolò Zanasca Moreno Marchetti Enrico Zanoncello | Vénétie B Alberto Dainese Francesco Toffoli Andrea Corrocher                      |
| 2017  | non disputé                                                          | non disputé                                                                 | non disputé                                                                       |
| 2021  | Mixte Filippo Borello Stefano Minuta Daniele Napolitano              | Émilie-Romagne Lorenzo Anniballi Michael Cattani Marco Morgante             | Frioul Antony Paset Daniel Skerl Lorenzo Ursella                                  |
| 2022  | Lombardie Angelo Monister Matteo Fiorin Milo Marcolli                | Piémont Stefano Minuta Filippo Borello Matteo Grosso                        | Émilie-Romagne Lorenzo Anniballi Marco Morgante Alessandro Nazzani                |
| 2023  | Lombardie Matteo Fiorin Daniel Vitale Alessandro Bielli              | Émilie-Romagne Franco Cazzarò Thomas Bolognesi Simone Belfi                 | Frioul Davide Stella David Zanutta Gioele Faggianato                              |
| 2024  | Lombardie Alessandro Bielli Federico Saccani Davide Maifredi         | Vénétie Thomas Melotto Tommaso Marchi Mattia Grigoletto                     | Émilie-Romagne Simone Melfi Filippo Bolognesi Thomas Bolognesi                    |

## Source
- (it) Cet article est partiellement ou en totalité issu de l’article de Wikipédia en italien intitulé « Campionati italiani di ciclismo su pista » (voir la liste des auteurs).